# ひみつのアッコちゃん
『ひみつのアッコちゃん』は、赤塚不二夫による日本の少女漫画である。1960年代から2010年代に至るまでたびたびテレビアニメ化され、人気を呼んだ。また、テレビドラマや実写映画も製作されている。東映魔女っ子シリーズである。

## 内容
なんでも望むものに変身できる魔法のコンパクトを鏡の精からもらった少女・アッコちゃんが、コンパクトの力を使って変身して、人助けをするコメディ。女の子が憧れの職業に変身するという、変身願望を満たす要素は後の魔法少女もののスタンダードとなり、大きな影響を残した。同時に、「ごく普通の人間の少女が、異世界の存在から魔法の力を与えられ変身能力を得る」という、後のぴえろ魔法少女シリーズに連なる設定の元祖的作品ともなった。

## 登場人物

### 主要人物
アッコ（加賀美あつ子）
声  -  太田淑子（第1作）、堀江美都子（第2作）、山崎和佳奈（第3作、アーケードゲーム『アニメチャンプ』）、平野綾（短編）
本作の主人公。小学5年生。ふわふわのお下げ髪に桃色のリボンをつけているのが特徴（お下げ髪を解けば、腰まであるストレートヘアになる）。おっちょこちょい（母譲り）だが、明るく天真爛漫で友だち思いの少女。
原作の外見は『おそ松くん』のトト子と瓜二つで、お互いの姿を見て驚く場面がある。また『もーれつア太郎』の第2作では、彼女をモデルにしたモモコ（声 - 久川綾）が登場している。ただし、おっちょこちょいなアッコとは対照的に、こちらはおっとりした天然ボケな性格をしている。
魔法のコンパクトを手にいれる経緯や、最終回での展開は、作品によって異なる。
原作第1期
運悪く飛んできた野球のボールによって鏡が破損してしまうが、鏡の国から来たおじさんから、なんでも望むものに変身できる鏡をもらう。またこの時期のみ、変身中には鏡を見てはいけないという制約がある。
最終回は、お金を落としたのを「買い食いした」とモコに疑われ、家出したカン吉を探しに、モコと共にお化け屋敷に行く話。アニメ最終回のようにコンパクトが消滅する展開は無い。
原作第2期
母の服でお姫様ごっこ遊びに没頭して、鏡を破損させてしまうが、現れた鏡の妖精（声のみ）からコンパクトをもらう。なおアニメとは異なり鏡の墓は作らず、夢の中でコンパクトをもらう。
最終回は、銀行ギャングと疑われたモコの父の真相を知る話。アニメ最終回のようにコンパクトが消滅する展開は無い。
なかよし版
母親のミスで鏡が破損してしまい、鏡の墓を造って葬ったところ、鏡の国の女王様からコンパクトをもらう。
アニメ第1作
冒頭、理由不明のまま鏡のかけらを葬った墓 からかけらが舞い上がると、鏡の国の妖精（原作同様声のみ）から鏡をもらう。なおアニメ第1作のみの設定として以下のようなものがあった。
1. 人前では呪文を唱えても変身出来ない（シッポナやドラなどの動物の前では変身できる）。
2. コンパクトと別の鏡の空間を利用して、遠くの町などにテレポートすることができる。
3. アッコの近くに鏡の嫌いな人がいるとコンパクトの調子が悪化、変身後に元に戻ってもアッコの服がぼろぼろになってしまう。

最終回ではアッコたちが森山先生に引率されてキャンプに行った「希望ヶ島」に台風が襲い、アッコは希望ヶ島近海（多数の暗礁が存在）を航海している父の客船「日本丸」を救うために、コンパクトに世界中の鏡の光を集め、台風で壊れた灯台代わりにして日本丸を導く。しかし、コンパクトは力を使い果たして消滅してしまう。そしてラストは視聴者に向かって「鏡を大切にする人には魔法のコンパクトをくれるかもしれない。その時は大事に使うように」とコメントして終わる。
アニメ第2作
幼い頃に両親からもらった手鏡を大切にしていたが、本編冒頭の事件で壊れてしまう。しかし鏡の国の女王の魔法でコンパクトに変化する。このコンパクトの力で様々な事件を解決したが、本編最終回で友人たちに見られて鏡に彼女が写らなくなる。最後の変身を使い、女王の魔法と共にコンパクトは消えてしまうが、劇中では鏡の国はどこかに存在していることが語られている。
アニメ第3作
母親からもらった手鏡を大切にしていたが、大将にそのことをからかわれた際に破損されてしまう。しかし鏡の国の女王の魔法でコンパクトに変化する。後に自身が私利私欲でコンパクトを使うことが多くなり最終回でそのことに手を焼いていた鏡の国の女王がモコを魔法で操った上でコンパクトのことが彼女にバレて絶交宣言されてしまい、約束通りコンパクトの力を取り上げられた挙句にアッコの姿は鏡に映らなくなる。だがモコが火事に巻き込まれていることを知ると鏡の国の女王から再び変身する機会が与えられ、消防士に変身してモコを救出する。再びアッコの姿が鏡に映るようになるもコンパクトは消滅してしまう。
WEBコミック版「ひみつのアッコちゃんμ（ミュー）」
祖母から代々受け継がれる手鏡をサッカー部員・結城先輩の追っかけ3人組に嫌がらせで壊されるが鏡の国の女王の魔法でコンパクトに変化する。
モコ（浪花元子）
声 - 白川澄子（第1作）、杉山佳寿子（第2作、第1作の「美研」製フォノシート付紙芝居I、梅田貴公美（第3作）
アッコのクラスメイトで幼馴染。お下げ髪をしている。明朗で気がいいが、生まれつきの勝気で男勝り。また、とんでもない大食いである。弱虫でズルをする弟のカン吉を時々叱り飛ばし、ケンカの強さではガキ大将の大将も敵わない。WEBコミック版ではアッコ共々中学生として描かれている。
第1作では寿司屋の娘だが、第2作以降からは普通の家庭である。第3作最終回では偶然アッコの変身を目撃し、「アッコなんか親友じゃないわ！」と絶交を宣言してしまうも、ライブ会場が行われたビルの火事に巻き込まれたところをアッコに助けられる（この時アッコの変身の記憶は消されている）。
なお原作第1期の「テストの朝のできごと」では、森山先生がモコに向って「伊奈さん」と発言しており、当初は「伊奈」という姓であった。その後の単行本ではアニメ同様の「浪花さん」に変更したが、河出書房新社出版の単行本やebookJapanの電子書籍では「伊奈さん」に戻された。
大将（赤塚大作）
声 - 大竹宏（第1作）、丸山裕子（第1作紙芝居）、塩屋翼（第2作）、鈴木琢磨（第3作、アーケードゲーム『アニメチャンプ）
モコのライバル。ガキ大将でいつも2人の子分を連れてアッコをいじめているが、これは好意の裏返しで本当は男気溢れる人情家で弟にも優しい。モコとはよく衝突しているが、大抵はモコに負けている。
アニメではレギュラーとして登場しており、原作では出番が少なめ。第3作および実写版ではアッコの鏡を割った張本人となっている。
WEBコミック版では第3話から登場するが、中学生でラップ調で喋り、トレンドマークである丸坊主ではないなど、従来とは異なるキャラクターとなっている。
少将
声 - 千々松幸子（第1作）、三輪勝恵（第2作）、こおろぎさとみ（第3作、アーケードゲーム『アニメチャンプ）
大将の弟。赤ん坊だが言葉を話せる。まだ歩くことはできず、いつもドラにまたがっている。実は兄よりモテる。
大将と少将は69年のアニメ化の際に考案されたキャラクターであり、原作にも逆輸入の形で登場している。また、原作第2期及びなかよし版では連載開始時点のアニメ版のデザインに準拠している。(原作第2期は69年版、なかよし版は88年版に準拠)実写版ではアッコの通う学校の下級生として登場している。
カン吉 (浪花カン吉)
声 - 坪井章子（第1作）、佳川紘子（第1作紙芝居）、上村典子（第2作）、生駒治美（第3作）
モコの弟。勝気な姉とは異なり、気が弱い。勉強と読書が苦手でいつも仮病を使っては姉に怒られている。
なかよし版では柄の悪い設定に変更、「なんだよ、クソババア」、「バカアッコ」など周囲の人物への発言や対応も荒々しくなっており、原作第1、2期とは、受ける印象が異なり、特にヘアスタイルは第1期では『おそ松くん』の六つ子と同じだった（第2期ではアニメ同様）。その一方でチカ子のことが好きでチカ子（に変身したアッコ）が自宅に来ると聞いた際には錯乱状態になったことがある。
ガンモ（卯の花ガンモ）
声 - 堀絢子（第1作初代）、多岐川まり子（第1作2代目）、つかせのり子（第2作初代）、三田ゆう子（第2作2代目）、竹内順子（第3作）
カン吉の親友。家は豆腐屋。語尾に「ゲス」「ヤンス」をつけて話す。趣味は落語と三味線。ご隠居を思わせたり喫茶店でコーヒーをたしなむなど大人びた性格の持ち主。第3作では宇宙飛行士に憧れるという設定があった。
チカ子
声 - 丸山裕子（第1作）、山本圭子（第2、3作）、堀北真希（『これでいいのだ!!映画★赤塚不二夫』登場時）
アッコのクラスメイト（作品によってはカン吉やガンモと同い年の場合がある）。アッコと同い年だが、おかっぱ頭と眼鏡と背が低いのがコンプレックス。口が非常に軽く、噂好きでそれが騒動の元になる女の子。よく神出鬼没に現れるが、普段彼女がどこで何をしているかすべて謎に包まれている。
実写映画『これでいいのだ!!映画★赤塚不二夫』には多数の赤塚キャラクターがCGで登場するが、本作からは彼女が唯一の出演者となる。また、『へんな子ちゃん』ではへんな子ちゃんの友人として登場したり、『おそ松くん』ではチビ太のガールフレンド、『シェー教の崩壊』ではア太郎とデコッ八にナンパされる役として登場するなど重要な位置にあるゲストキャラクターであることも少なくない。
WEBコミック版では第1話から登場。有料でレア情報を提供する情報屋として暗躍するアッコのクラスメートとして描かれている。
ギョロとゴマ
ギョロの声 - 坪井章子（第1作）、小林通孝（第2作）、赤井田良彦（第3作）
ゴマの声 - 佳川紘子（第1作初代）、堀絢子（第1作2代目）、多岐川まり子（第1作3代目）、つかせのり子（第2作初代）、佐藤智恵（第2作2代目）、高戸靖広（第3作）
大将の子分たち。坊主頭で背が低い方がギョロ、ひょろりとしていて背が高い方がゴマ。ギョロは目がギョロギョロしていてすばしっこく、ゴマはお世辞上手でよく大将にゴマをすっている。2人とも大将には頭が上がらなく、いつも失敗しては殴られている。
アニメが初登場だが、後に原作にも登場する。WEBコミック版では大将と同様、アッコのクラスメートで容姿が従来と異なるキャラクターとなっている。
アッコのパパ（加賀美健一郎）
声 - 村越伊知郎（第1作）、銀河万丈（第2作）、山口健（第3作）
30歳。職業は、第1作では船長、第2作ではニュースキャスター、第3作・WEBコミック版ではカメラマン。第2作のみメガネを着用しているが、それ以外は着用していない。第1作と第2作は紳士的な性格だったが第3作ではやや砕けた性格となっている。第3作では時々仕事をサボって妻の恭子に睨まれることもあり、娘と妻には頭が上がらない。アニメオリジナルキャラクターで原作では逆輸入の形でなかよし版に登場。1988年のアニメ版同様ニュースキャスターという設定ではあるが、テレビで共演したタレントにアプローチをかけるも相手にされず「今のジャリタレはかわいくないな」と捨てゼリフを吐き、時を同じくして局に入り込んだアイドル（に変身したアッコ）を食事に誘うも、家とは余りにも異なる態度や発言に腹を立てたアッコにナイフを向けられたこともある。また。最新版『おそ松くん』にも登場、こちらでは比較的常人として描かれており超能力を身につけた本官さんに声をかけテレビに出演させた。
アッコのママ（加賀美恭子）
声 - 瀬能礼子（第1作）、太田淑子（第2作）、冨永みーな（第3作）
29歳。職業は、第1作では専業主婦、第2作ではイラストレーター、第3作では芸術家、WEBコミック版では絵本作家。パパとは高校生の時に出逢い、第3作（17話）では海岸でゴロツキたちに絡まれているところに出会った（見掛けによらず、ケンカは意外に強いらしい）。実はアッコ以上のおっちょこちょいで娘はそれを受け継いでいる。
佐藤先生
声 - 市川治（第1作）、佐藤正治（第2作）、高橋広樹（第3作）
アッコの担任の先生。35歳。原作・第1作ではハンサムな好青年、第2作では体育会系の筋肉男、第3作では落ち着いた顔で犬が苦手になった。第2作終盤で森山先生と結婚した。
森山先生
声 - 高橋直子（第1作初代）、佳川紘子（第1作2代目）、色川京子（第2作）、永野愛（第3作）
アッコの学校の女性教師。専門科目は英語で、佐藤先生が休養の時は副担任も務める。25歳。原作・第1作ではお色気美人、第2作では童顔、第3作では普通の顔になった。原作と第1作ではしっかりとしたように描かれているが、第2作と第3作ではおっとりとした性格になっている。
シッポナ
声 - 千々松幸子（第1作初代）、佳川紘子（第1作2代目）、渡辺菜生子（第2作）、永野愛（第3作）
アッコが飼っている白いメスネコ。実は、アッコより年上。登場人物の中でアッコの変身の秘密を唯一知っている。国際航路の船長であるアッコの父・健一郎は、元々このネコを「shipowner（船主）」と呼んでいた。幼いアッコが「シッポナ」と呼んでから、それが両親にも定着した。
原作では名前がなかったが、脚本家の雪室俊一が当時、住んでいた世田谷のアパートの隣家の飼い猫の名前を無断で拝借したものだと語っている。
ドラ
声 - 大竹宏（第1作）、佐藤正治（第2作）、高戸靖広（第3作）
大将が飼っているトラネコ。茶色体色と黄土色の縞模様が特徴。シッポナに恋している。まだ歩くこともできない大将の弟の少将を運ぶのが仕事。野良ネコたちのボスでもあり、ギョロやゴマに似た子分もいる。
少将への忠誠心は犬以上の物を持っており、「少将坊ちゃん」と呼ぶ。少将がドラが三味線屋に売られ、殺されると知って、抗議の為、東京タワーによじ登り、動けなくなってしまった折は、はしご車は届かず、ヘリコプターは風圧で吹き飛ばしてしまいそうになり、救助不能となった時は、シッポナに変身したアッコの知らせを受けて脱走、見事東京タワーによじ登って救助した。
鏡の国の女王様
声 - 瀬能礼子（第1作初代）、佳川紘子（第1作2代目）、増山江威子（第2作）、堀江美都子（第3作）
鏡の国に住んでいる女王様。アッコに魔法のコンパクトを与えた張本人。第2作では、キーオという息子がいる。第3作では中盤から私利私欲でコンパクトを使うことが多くなったアッコに手を焼いており最終回でモコを魔法で操った上でコンパクトのことを知られたことで絶交宣言させ、同時にコンパクトの力も没収させた。だがモコが火事に巻き込まれたことを知り、モコを助けたいアッコに心打たれて再び変身する機会を与えた。
また、第1作では女王ではなく鏡の妖精として登場している。アニメが初登場だが、なかよし版でも登場する。
鏡の国のおじさん
原作と実写のみに登場。黒いタキシードとサングラスが特徴のおじさん。風貌から言えばお兄さんに近い。鏡の扱いには厳しいが、優しいところもある。

### その他
文造
声 - 辻村真人（第1作）、松尾銀三（第2、3作）
大将の父。赤塚工務店の社長。頑固で男らしい性格だが、跡継ぎの大将には少し甘い。脇役だがアニメ全シリーズに活躍回がある。
モコ、カン吉の母
声 - 沼波輝枝（第1作）、山本圭子（第2、3作）
モコの母。太り気味でダイエットに挑戦したこともあった。アニメではあまり登場しないが、逆に原作では彼女の方が出番は多い。
本官さん
原作では『もーれつア太郎』、『天才バカボン』、『おそ松くん』にも登場する目ん玉つながりのおまわりさんだが、アニメでは普通の警官が登場する。いずれも出番は少なめ。

### アニメオリジナルキャラクター
ガー坊
声 - 八代駿
アニメ第1作の第45話から登場したオスのオウムで、大変口が悪い。元は隣町の安井画伯に飼われていたが追い出され、アッコらの住む町にやって来た。そして偶然からアッコの変身を目撃してアッコを慌てさせ、口止めとして加賀美家で飼われることになるも、その後も口の悪さでアッコをテンテコマイさせている。
源太郎
声 - 田中和実
アニメ第2作に登場。鏡の国の女王様の命に従い、キーオに仕える年配の執事。料理上手。
キーオ / 姿桐男
声 - 中原茂
アニメ第2作に登場。正体は鏡の国の王子様。母からもらったバンダナを付けている。他の男子と比べかなりの美形。趣味はゲートボール。学校では「姿桐男」と名乗り、普通の小学生を気取る。WEBコミックでは彼を基にした、姿時生が登場している。
お菊ばあちゃん
声 - 麻生美代子
アニメ第2作に登場。佐藤先生のお母さん。派手な格好をしたファンキーな婆さんだが真っ当な意見の持ち主。
変なおじさん
声 - 田中和実
アニメ第2作に登場。話のところどころに現れる謎の男。『おそ松くん』のダヨーンのような顔でアフロと口ひげを生やし、蝶ネクタイにタンクトップを着た中年男性。鏡に顔を映すと「バカ」という文字が見える、いわゆるおバカキャラクター。
一平
声 - 竹内順子
アニメ第3作に登場。クールで生意気な雄のペンギン。第3作の第2話からアッコの家に居候している。特技はサーフィン。好物はタイヤキ。
怪盗ふくみみ
声 - 塩沢兼人
アニメ第3作に登場。その名の通り福耳がトレードマークの怪盗。一度はアッコたちに成敗されるが、復讐のために彼女たちの所持品を盗んだ。

## 原作
原作第1期
集英社の少女漫画誌『りぼん』に1962年6月号から1965年9月号まで連載された。
原作第2期
アニメ第1作の放送に合わせ、第1期と同じく『りぼん』に1968年11月号から1969年12月号まで再執筆されたものを指す。話の大半が原作第1期のリメイクで、新作は第1話、最終回などごく一部の回のみである。そのため、完全版ではオリジナルの物語のみ収録された。ぴっかぴかコミックスはこちらのバージョンを収録している。デザインは、先述の通りカン吉のヘアスタイルが変わり、アッコのママ・佐藤先生・森山先生はアニメと同じデザインに変わったが、アッコは依然として第1期と同じ顔（トト子顔。なかよし版も同じ）で、アニメデザインのアッコは一部の「扉」にしか登場しない。
また同時期、講談社の「たのしい幼稚園」や小学館の「小学一年生」などにも連載されたが、それらは単行本には収録されていない。
なかよし版
アニメ第2作の放送に合わせ、講談社の『なかよし』に1988年10月号から1989年9月号まで再執筆されたものを指す。前作から20年以上のブランク故か、絵柄などが大幅に変化しており、アッコの両親、大将、少将、ドラなどのデザインは第二作に準拠。全体的には少女漫画というよりはギャグ漫画に近く、登場人物の言葉遣いが荒いのも特徴である。

### 備考
- ルネ・クレール監督の『奥様は魔女（映画版）』から着想を得たとされている[誰によって?]。
- 作品の誕生にあたっては赤塚不二夫の当時の妻・登茂子が大きく関与しており、赤塚は「おそ松くんの前年の36年、僕は結婚してトキワ荘を出た。相手の登茂子は、僕のアシスタントだったんだ。まだ代表作もないから、最初僕は渋ったけど『私がいるから大丈夫』って言われて。（中略）実は37年からの『ひみつのアッコちゃん』のアッコって、彼女の姉さんの名前なんだ。髪型や服装も、彼女のデザインなんだよ」と語っている[4]。それらの創作スケッチの数々は2020年発売のアンソロジー本『少女漫画家 赤塚不二夫』（ギャンビット）で初公開された。
- 原作漫画では当初、アッコちゃんの鏡はコンパクトではなく等身大の大きな鏡であるが、それが割れたため小さいサイズの鏡を使うという経緯になっている。[注釈 3] 変身する際にはアニメ版のような決まった呪文はなく、「鏡よ、鏡」と呼びかけて変身したいものを逆読みに伝える（例：マサメヒオになあれ）という設定であった。
- 原作版第1期では『おそ松くん』のキャラがゲストで登場した事がある。
  - 「カン吉とおばけやしき」（完全版[後述]第2巻）：六つ子が海水浴場の客役で登場
  - 「セールスマンの女神さま」（完全版第2巻）：六つ子と母・松代が「ハート化粧品」のセールスマンが訪れた家族役で登場。
  - 「雪のお山は大さわぎ」（完全版第3巻）：チビ太がスキー場近辺の旅館の番頭役で登場。
  - 「ちいさな世界の冒険」（完全版第3巻）：イヤミが、鏡の力で小さくなったアッコがいるおもちゃ屋の前に、娘と飼い犬と共に登場（因みに娘や飼い犬もイヤミと同じ顔）。
  - 「甘いお店のアンミツちゃん」（完全版第3巻）：イヤミが医者役で登場（クラスメイト・安藤光子の回想）。
- 2009年（平成21年）より、河出書房新社から完全版全4巻が発売されたが、アニメ化にあたって連載再開した1968年（昭和43年）版は、ほとんどが1962年（昭和37年）のオリジナルをアニメ設定に合わせて改訂したものであることから、フジオプロとの協議の結果コンパクトを受け取る経緯が異なる第1話「ふしぎなコンパクト」を含むオリジナルの物語となる4話のみが収録されている。
- 1981年（昭和56年）には、巨匠ゲストシリーズのリメイク企画として『週刊ヤングマガジン』（1981年2号）にて「ヤング版ひみつのアッコちゃん」を読み切りで掲載。青年誌ということもあって、登場人物たちの思春期を顕著に描いており、アッコの生理を連想させる発言、カン吉の自慰行為、アッコが惚れた男子生徒がマザコンなど、以前の原作とは大きく異なる展開でハッピーエンドとは言えない結末となっている。
- 2022年（令和4年）に『おそ松くん』と共に誕生60周年を迎え、共にアニバーサリーマークが誕生（アッコ版は「6」にコンパクトを流用）、また「赤塚不二夫公認サイト これでいいのだ!!」に60周年記念サイトが誕生、その中には先述の「カン吉とおばけやしき」のオリジナル版が掲載されている[5]。

### 単行本
きんらん社 全4巻
現在確認できる最古の単行本である。アニメ化前に発売されており、連載時に近い状態で収録されている。
虫プロ商事 虫コミックス 全3巻
アニメ放送中に刊行されたものであり、第1話に関しては大幅な加筆修正が施されている。基本は第2期の作品を中心に収録しているものの、改稿版が掲載前だった「アッコとモコのボーイフレンド」などはオリジナル版が収録されている。
曙出版 全5巻
一番普及したバージョンである。大幅な加筆修正が施されており、これを定本とする見方がある。第2期終了後に刊行されたため、第1期の作品の内、第2期の際に改稿されたものは第2期のものを採用している。第1期の作品も数多く収録されている。
大都社 全3巻
先述の曙版を全3巻にまとめたものである。
講談社 全2巻
2度目のアニメ化に際してなかよしで連載されていたものを収録。
アース出版局 全3巻
先述のきんらん社版を復刻したものだが、画質が粗いのが特徴。
曙出版 全1巻
3度目のアニメ化を記念して発売された文庫版だが、続刊はされなかった。ちなみに第1巻の内容は上述の曙版の第1巻と第2巻の前半をまとめたものであった。
小学館 赤塚不二夫漫画大全集 全8巻
上述の曙版を底本にした5巻に未収録作品を収録した別巻、先述のなかよし版を底本にした2巻が収録されている。
小学館 ぴっかぴかコミックス 全3巻
第2期の作品を収録したもので、第2期の第1話が初収録となった。
小学館 全1巻
赤塚不二夫名作選として刊行された文庫版。解説は赤塚登茂子。
河出書房新社 全4巻
第1期の作品群をオリジナル・バージョンでの収録を売りにしてはいるが、底本にしているのが掲載誌のりぼんなどではなくきんらん社版などアニメ化以前に刊行された単行本を底本にしているものもあり、厳密に言えばオリジナル版ではない。その一方で第2巻の「メリーちゃんそうどう」と「いやみな盆倉をやっつけろ」、第3巻の「ひみつのカン吉くん」といった初単行本化作品もあり、その作品はりぼん発表と同じ形式で掲載、「いやみな盆倉をやっつけろ」と「ひみつのカン吉くん」には当時の懸賞・読者からの似顔絵・お便り・占い・1964年東京オリンピック情報（「ひみつのカン吉くん」のみ。当時同オリンピックが開催中）も掲載されている（断り書きや処理はされていない）。後に後述の実写化を記念してカラーページなどを廃した廉価版が発売された。
eBookJapan 全5巻（電子書籍）
前述の河出書房新社版を底本にしているが、河出書房新社版ではきんらん社版を底本にしていたものはオリジナル版に差し替えるなど、オリジナルに近い状態になった。その一方、「いやみな盆倉をやっつけろ」と「ひみつのカン吉くん」は、懸賞などの記事を削除して収録、また第1期最終回「カン吉とおばけやしき」では、今まで未収録だったアッコのお別れコメントが収録された。

## アニメ版
第1作、第2作、第3作と、時代背景に合わせて、キャラクターの設定が大幅に変更されている。アッコの場合、第1作では山の手育ちで泣き虫でセンチメンタルな部分が強調されていたが、第2作以降はお転婆な性格に変更されている。
また、アッコの両親の職業はアニメ三作ですべて異なる。アッコのパパは、第1作では船長であったことから作中にあまり登場しなかったが、第2作ではニュースキャスターに変更されてほぼ毎回登場した。第3作ではカメラマンの設定。ママは第1作では専業主婦、第2作ではイラストレーター、第3作では総合芸術家。プロデューサーの関弘美によれば、これらにはこの当時の「子供の目からみた憧れの職業」 という共通点があるという。顔つきや性格なども統一されていないが、シリーズを通しておしどり夫婦なのは共通。
アッコの本名は原作とアニメ三作、全て微妙に異なる。
- 原作 - 鏡厚子
- アニメ第一作 - 加賀美あつ子
- アニメ第二作 - 加賀見アツコ（第36話の表札は「加賀美」）
- アニメ第三作 - 加賀美あつこ

主人公・アッコが変身時と元に戻る時に使う呪文の言葉は第1話の脚本を担当した雪室俊一が考案した。子どもたちが親しんでくれる呪文について適当な言葉が思いつかなかったため、とりあえず「テクマクマヤコン テクマクマヤコン ○○になれ〜」（テクニカル・マジック・マイ・コンパクトの略）、元に戻る時は「ラミパス ラミパス ルルル……」（スーパーミラーの逆さ読み）としておいたものがそのまま採用された。雪室は後で修正するのだろうと思っていたが、そのまま放送されたのを見て驚いたという。

### 第1作 (1969年)

#### 解説（第1作）
1969年1月6日から1970年10月26日まで、全94話がNET系列で月曜 19:00 - 19:30に放送された。『魔法使いサリー』に続く、東映動画製作。東映魔女っ子シリーズの一編で第2作にあたる。最高視聴率は27.8%、平均視聴率で19.8%を記録し、前番組『魔法使いサリー』以上のヒット作となった。
東映動画の池田宏によると本作のコンパクトは商品化を狙ったもので「これは売れるぞ」と考えながら作業をしていたそうである。東映動画の横山賢二も鏡台が商品化が困難なためにコンパクトに変更したように述べている。
アッコは茶色の髪で、服装は四季を通じて常時白い半袖ブラウスに赤い上着とスカートを着用している。靴下は白いハイソックスである。魔法の呪文「テクマクマヤコン」や、アッコの飼い猫「シッポナ」の名は原作にはなく、脚本の雪室俊一がつけたもの。また、原作では、ダークスーツにサングラス、ソフト帽と、スパイのようないでたちの鏡の国のおじさんが登場するのに対して、本作では女性の鏡の精が登場。これらの設定はその後のアニメのリメイクでも踏襲され、リメイクの際の事実上の原作となっている。
後の2作品と比較して、以下のようにシリアスな展開が多いのが特徴である。
- 主人公であるアッコの性格に合わせたストーリー展開。
- 交通事故・病気およびそれらによる死・貧困など、主に製作時の時代背景に由来する劇中でのゲストキャラクターに纏わる不幸なエピソードが盛り込まれていること。

前作『魔法使いサリー』最終回（1968年12月30日放送）の後で放送された『アッコ』予告編は、箒で空飛ぶサリーがお別れのご挨拶を述べた後、鏡の中の空間へテレポートしたサリーが、「すごくチャーミングでお茶目な女の子、その名はアッコちゃん!」と言いながら、鏡の前のアッコを紹介するという演出だった。この予告編は、ビデオソフト版『サリー』第31巻のラストや、DVD-BOX版『アッコ』シリーズの全巻購入特典DVDに収録されている（いずれも東映ビデオ製）。さらに『決定!これが日本のベスト100』（テレビ朝日）でも、「2大少女、夢の共演」というサブタイトルで放送された。
本作は好評で、その後何度も再放送された。1970年代は圧倒的にテレビ朝日だったが、1980年代は1981年9月15日 - 1982年3月1日に日本テレビの月 - 木17:30（『まんがジャンボリー』枠）、1984年11月9日 - 1985年3月26日にテレビ東京の平日18:30（『マンガのくに』(第2期)枠）でそれぞれ放送（いずれも年末年始には休止）、さらに1990年代はNHK衛星第2の『衛星アニメ劇場』で放送し、番組では『アッコ』の似顔絵を公募していた。しかしあまりの再放送の多さゆえに中期以後のエンディングフィルムが欠落してしまい、第34・35話のエンディングに統一されるようになってしまった。

#### あらすじ（第1作）
ある晩、アッコの壊れた鏡から鏡の精が現れ、アッコにいろんなものに変身できるコンパクトをもらう。最終回ではアッコはパパを救うために世界中の鏡の光を集めるも、コンパクトは消滅した。

#### キャスト（第1作）
- アッコ（加賀美あつ子） - 太田淑子
- モコ（浪花元子） - 白川澄子
- 大将（赤塚大作）、ドラ、校長先生 - 大竹宏
- 少将 - 千々松幸子、平井道子（第56、61話ほか）
- カン吉 - 坪井章子、山本圭子（第92話）
- ガンモ - 堀絢子→滝万沙子
- チカ子 - 丸山裕子
- ギョロ - 堀絢子→坪井章子
- ゴマ - 菊池紘子→堀絢子→滝万沙子
- パパ - 村越伊知郎、矢田耕司（第56、61話ほか）
- ママ - 瀬能礼子
- 佐藤先生 - 市川治
- 森山先生 - 高橋直子→菊池紘子
- ガア坊 - 八代駿
- シッポナ - 千々松幸子→菊地紘子
- 鏡の妖精 - 瀬能礼子→菊地紘子
- 大将の父・モコの父 - 辻村真人
- 大将の母・モコの母 - 沼波輝枝
- ガンモの父 - 二見忠男
- ガンモの母 - 山本圭子

#### スタッフ（第1作）
- スタッフ
  - 企画 - 松本貞光（第1話 - 第75話）→原徹（第76話 - 第94話）、横山賢二
  - 原作 - 赤塚不二夫[注釈 4]
  - 撮影 - 白根基万、菅谷正昭、大泉裕、高橋宏固、武井利晴、酒井寿一、藤橋秀行、井出昭一郎、町田賢樹、服部正行、武田寛、山田順弘、吉村次郎、平尾三喜、山根恵、清水政夫、池田重好、片山幸男、目黒宏、不破孝喜
  - 録音 - 石井幸夫、荒川文雄、神原広巳、波多野勲、小西進、二宮健治
  - 作画 - 高橋春男、米川功真、清山滋崇、鈴木康彦、小松原一男、小田部羊一、宮崎駿、角田紘一、白土武、高橋信也、永樹凡人、前田実、前田庸雄 他
  - 背景 - 海老沢一男 、穂積勝義 他
  - 編集 - 古村均、鈴木寛、花井正明、千蔵豊、上中哲夫、鳥羽亮一
  - 選曲 - 宮下滋（第1話）、賀川晴雄（第2話 - 第94話）
  - 効果 - 大平紀義
  - 記録 - 池田紀代子、前野美代子、二宮禧代、的場節代、二ノ宮恬江、田野多文恵、波多野絋子、佐伯節子、田中千鶴、高野ヒサ子、馬道子、早見佐代子、勝原繁子、黒石陽子
  - 演出助手 - 葛西治、大谷恒清、中村進治、福島一三、山吉康夫、竹内啓雄、奥西武、西谷克和、上島昭男、松橋英夫、小湊洋市、山形良治、佐々木勝利、藤岡正宣、向坪利次、磯本憲昭、伴亨、遠藤勇二、早川啓二
  - 製作進行 - 菅原吉郎、三沢徹夫、渡部一雄、茨木春義、吉岡修、秋山冴子、大辻平八郎、大野清、工藤浩市、向坪利次、福島一三、佐藤哲雄、堤四四三、磯本憲昭、館浩二、古沢義治、江野沢通之、伴亨、武田嘉昭、久保田弘男、隅要次郎、佐伯雅久、小沢哲
  - 現像 - 東映化学工業株式会社→東映化学
  - 音楽 - 小林亜星
  - キャラクターデザイン - 高橋信也
  - オープニング・エンディングアニメーション - 池田宏（演出）、高橋信也（作画）
  - 制作 - 東映動画→東映[注釈 5]

#### 主題歌（第1作）
オープニングテーマ「ひみつのアッコちゃん」は赤塚のお気に入りの楽曲となり、「主題歌を変更しない事」がその後の再アニメ化の条件とされたとされ第2作、第3作でもアレンジ版が採用されている。また、この曲は赤塚不二夫会館が近隣にあるJR東日本青梅線青梅駅の発車メロディにも採用されている。
エンディングテーマ「すきすきソング」は、放送終了後に様々な場面で起用されている。特にスポーツの応援によく用いられており、高校野球や福岡ソフトバンクホークスの関西地区限定チャンステーマとして、サッカーではジェフユナイテッド市原・千葉、カターレ富山、FC岐阜、奈良クラブ（以上Jリーグ）、Honda FC（JFL）の各サポーターが応援歌として歌唱している。また、2006年9月から、サントリーの「カロリ。」CMでこの曲をスウィング調にアレンジしたバージョンが断続的に使用されている。なお「すきすきソング」というタイトルは、日本コロムビアから発売されたレコードに収録された時に付けられたタイトルで、朝日ソノラマ版では「アッコちゃんすきすきすき」というタイトルだった。第2作では第1作と同じく水森亜土によるアレンジ版が挿入歌として採用され、劇中で使用されている。1990年代にはシャ乱Qがサビのメロディをそっくり流用したパロディソング『ラーメン大好き小池さんの唄』をリリースした（詳細は「新・ラーメン大好き小池さんの唄」を参照）。
オープニングテーマ - 「ひみつのアッコちゃん」
作詞 - 井上ひさし、山元護久 / 作曲 - 小林亜星 / 歌 - 岡田恭子 （朝日ソノラマ）
エンディングテーマ - 「すきすきソング」
作詞 - 井上ひさし、山元護久 / 作曲 - 小林亜星 / 歌 - 水森亜土 （朝日ソノラマ）

#### イメージソング（第1作）
「なかよしアッコちゃん」
作詞 - 羽柴秀彦 / 作曲 - 小林亜星 / 歌 - スリー・グレイセス（朝日ソノラマ）
1969年5月10日発売の「第2集」に収録。当初ジャケットはフジオプロによる赤塚漫画風だったが、1970年2月1日発売のリニューアル版からアニメ同様に変更した（ただし収録漫画は一貫して赤塚漫画風だった）。
「アッコちゃん夏休み数え歌」
作詞 - 辻真先 / 作曲 - 筒井広志 / 歌 - 鶴間えり（鶴間エリ）、ヤング・フレッシュ（朝日ソノラマ）
1969年7月10日発売の「ひみつのアッコちゃん 夏休みうたのアルバム」に収録。このソノシートには、他に主題歌の「ひみつのアッコちゃん」と「アッコちゃんすきすきすき」（「すきすきソング」）や、「海」・「われは海の子」・「キャンプファイヤーのうた」（「3人の王の行列」）・「アロハ・オエ」といった、「夏」をイメージした楽曲を収録した。なおジャケットやイラストは一貫して赤塚不二夫とフジオ・プロによる赤塚漫画風で、アニメキャラ版は発売されなかった。

#### 各話リスト（第1作）
| 話数 | 放送日        | サブタイトル                 | 脚本                | 演出       | 作画監督   | 美術     |
| ---- | ------------- | ---------------------------- | ------------------- | ---------- | ---------- | -------- |
| 1    | 1969年 1月6日 | ふしぎな鏡でルル…            | 雪室俊一            | 池田宏     | 高橋信也   | 山崎誠   |
| 2    | 1月13日       | レッツゴー健太くん           | 浪江志摩            | 白根徳重   | 喜多真佐武 | 山崎誠   |
| 3    | 1月20日       | サーカス団がやってきた       | 安藤豊弘            | 高見義雄   | 羽根章悦   | 横井三郎 |
| 4    | 1月27日       | 男の約束どうしたの           | 辻真先              | 新田義方   | 古沢日出夫 | 横井三郎 |
| 5    | 2月3日        | すてきな自転車ランランラン   | 鈴樹三千夫          | 山本寛巳   | 我妻宏     | 山崎誠   |
| 6    | 2月10日       | スリルとショックで大あわて   | 雪室俊一            | 明比正行   | 窪詔之     | 遠藤重義 |
| 7    | 2月17日       | ママすてきッ!!               | 安藤豊弘            | 久岡敬史   | 我妻宏     | 遠藤重義 |
| 8    | 2月24日       | コンパクトSOS                | 雪室俊一            | 田中亮三   | 高橋信也   | 山崎誠   |
| 9    | 3月3日        | わたしのパパはどこ?          | 三木瀬たかし        | 池田宏     | 高橋信也   | 山崎誠   |
| 10   | 3月10日       | けんか友だち手をつなげ       | 鈴樹三千夫          | 田宮武     | 窪詔之     | 遠藤重義 |
| 11   | 3月17日       | 名探偵ナンバー・ワン         | 浪江志摩            | 村山鎮雄   | 小田克也   | 遠藤重義 |
| 12   | 3月24日       | 先生!! こっち向いて          | 安藤豊弘            | 田中亮三   | 国保誠     | 横井三郎 |
| 13   | 3月31日       | 別れても笑顔で               | 辻真先              | 永樹凡人   | 我妻宏     | 横井三郎 |
| 14   | 4月7日        | コンクール作戦               | 小沢洋              | 岡崎稔     | 小泉謙三   | 山崎誠   |
| 15   | 4月14日       | そのウソほんと?!             | 鈴樹三千夫          | 久岡敬史   | 我妻宏     | 山崎誠   |
| 16   | 4月21日       | ドラがあぶない               | 山崎忠昭            | 山本寛巳   | 喜多真佐武 | 遠藤重義 |
| 17   | 4月28日       | 私は目げき者                 | 辻真先              | 白根徳重   | 高橋信也   | 山崎誠   |
| 18   | 5月5日        | こわーい地下室               | 安藤豊弘            | 田宮武     | 窪詔之     | 山崎誠   |
| 19   | 5月12日       | 嵐にとぶ白鳥                 | 鈴樹三千夫 安藤豊弘 | 岡崎稔     | 我妻宏     | 山崎誠   |
| 20   | 5月19日       | 大将の独立運動               | 浪江志摩            | 高見義雄   | 木村圭市郎 | 遠藤重義 |
| 21   | 5月26日       | わんニャン物語               | 辻真先              | 田中亮三   | 小田克也   | 山崎誠   |
| 22   | 6月2日        | 野山を走れ子鹿ちゃん         | 安藤豊弘            | 山本寛巳   | 岡田敏靖   | 遠藤重義 |
| 23   | 6月9日        | 落語がすきすき               | 山崎忠昭            | 田中亮三   | 岡田敏靖   | 山崎誠   |
| 24   | 6月16日       | 10000円で大冒険              | 雪室俊一            | 勝間田具治 | 細田暉雄   | 山崎誠   |
| 25   | 6月23日       | 夢呼ぶパパの白い船           | 安藤豊弘            | 久岡敬史   | 我妻宏     | 山崎誠   |
| 26   | 6月30日       | 誕生日ご用心                 | 小沢洋              | 白根徳重   | 高橋信也   | 遠藤重義 |
| 27   | 7月7日        | 友情のネックレス             | 荒木芳久            | 田中亮三   | 細田暉雄   | 山崎誠   |
| 28   | 7月14日       | パパと歌おうセレナーデ       | 浪江志摩            | 白根徳重   | 江藤文男   | 山崎誠   |
| 29   | 7月28日       | 出た! とかげ女               | 近藤正              | 久岡敬史   | 我妻宏     | 浦田又治 |
| 30   | 8月4日        | 泳げ涙のゴールまで           | 安藤豊弘            | 岡崎稔     | 我妻宏     | 山崎誠   |
| 31   | 8月11日       | くまとたぬきとハイキング     | 小沢洋              | 高見義雄   | 岡田敏靖   | 山崎誠   |
| 32   | 8月18日       | こころとこころに歌がある     | 鈴樹三千夫          | 田中亮三   | 江藤文男   | 浦田又治 |
| 33   | 8月25日       | くたばれ女の子               | 雪室俊一            | 山本寛巳   | 江藤文男   | 山崎誠   |
| 34   | 9月1日        | あしたの花園                 | 安藤豊弘            | 勝間田具治 | 森利夫     | 横井三郎 |
| 35   | 9月8日        | 天才赤ちゃんこんにちは       | 辻真先              | 岡崎稔     | 我妻宏     | 山崎誠   |
| 36   | 9月15日       | 歌よ涙を吹きとばせ           | 近藤正              | 久岡敬史   | 森利夫     | 山崎誠   |
| 37   | 9月22日       | れいてんの神様               | 雪室俊一            | 山本寛巳   | 我妻宏     | 山崎誠   |
| 38   | 9月29日       | 白いラケットに誓おう         | 荒木芳久            | 古沢日出夫 | 江藤文男   | 浦田又治 |
| 39   | 10月6日       | バンザイ! ペット君           | 鈴樹三千夫          | 山本寛巳   | 森利夫     | 山崎誠   |
| 40   | 10月13日      | 鏡の国みーつけた             | 安藤豊弘            | 高見義雄   | 森利夫     | 浦田又治 |
| 41   | 10月20日      | あたしはどうして?            | 雪室俊一            | 矢吹公郎   | 我妻宏     | 山崎誠   |
| 42   | 10月27日      | 白いお船で来た少女           | 安藤豊弘            | 古沢日出夫 | 江藤文男   | 山崎誠   |
| 43   | 11月3日       | お月さまのドリームランド     | 荒木芳久            | 田中亮三   | 江藤文男   | 山崎誠   |
| 44   | 11月10日      | 夕日にとどけ天使の願い       | 鈴樹三千夫          | 久岡敬史   | 奥山玲子   | 穂積勝義 |
| 45   | 11月17日      | にくまれオウムがとんできた   | 雪室俊一            | 高見義雄   | 菊池貞雄   | 山崎誠   |
| 46   | 11月24日      | 南の島に愛の祈り             | 荒木芳久            | 岡崎稔     | 我妻宏     | 穂積勝義 |
| 47   | 12月1日       | アイヌの少女の物語           | 安藤豊弘            | 池田宏     | 江藤文男   | 山崎誠   |
| 48   | 12月8日       | 宝の島で大騒動               | 荒木芳久            | 岡崎稔     | 我妻宏     | 山崎誠   |
| 49   | 12月15日      | お山の大将君と僕             | 近藤正              | 池田宏     | 江藤文男   | 山崎誠   |
| 50   | 12月22日      | クリスマスプレゼントなーに!? | 安藤豊弘            | 高見義雄   | 高橋信也   | 山崎誠   |
| 51   | 12月29日      | 暮の裏町雪が降る             | 辻真先              | 久岡敬史   | 高橋信也   | 山崎誠   |
| 52   | 1970年 1月5日 | 春を呼ぶ夢なんの夢           | 雪室俊一            | 明比正行   | 岡田敏靖   | 穂積勝義 |
| 53   | 1月12日       | マラソン大会忍者が走る       | 近藤正              | 古沢日出夫 | 江藤文男   | 山崎誠   |
| 54   | 1月19日       | 海へ流そう悲しい涙           | 安藤豊弘            | 明比正行   | 岡田敏靖   | 山崎誠   |
| 55   | 1月26日       | パパもママもだいきらい       | 浪江志摩            | 村山鎮雄   | 細田暉雄   | 穂積勝義 |
| 56   | 2月2日        | 怒をこめて鬼はそと!          | 近藤正              | 古沢日出夫 | 江藤文男   | 辻忠直   |
| 57   | 2月9日        | 五年一組べこのクラス         | 雪室俊一            | 山本寛巳   | 菊池貞雄   | 山崎誠   |
| 58   | 2月16日       | 母人形の笑顔のように         | 荒木芳久            | 古沢日出夫 | 江藤文男   | 穂積勝義 |
| 59   | 2月23日       | ゆきんこ                     | 浪江志摩            | 池田宏     | 細田暉雄   | 山崎誠   |
| 60   | 3月2日        | とびだしたおひな様           | 鈴樹三千夫          | 村山鎮雄   | 岡田敏靖   | 横井三郎 |
| 61   | 3月9日        | ひとりぼっちの女王さま       | 近藤正              | 村山鎮雄   | 奥山玲子   | 山崎誠   |
| 62   | 3月16日       | ワンコとニャンコのマイホーム | 荒木芳久            | 山本寛巳   | 我妻宏     | 山崎誠   |
| 63   | 3月23日       | A子はだあれ?                 | 雪室俊一            | 高見義雄   | 高橋信也   | 辻忠直   |
| 64   | 3月30日       | 歓迎! 金の卵さま!            | 加藤文治            | 池田宏     | 高橋信也   | 横井三郎 |
| 65   | 4月6日        | ダイヤル0はひとりぼっち      | 雪室俊一            | 山本寛巳   | 我妻宏     | 沼井一   |
| 66   | 4月13日       | 笑顔で送ろうパパの船         | 近藤正              | 明比正行   | 羽根章悦   | 沼井一   |
| 67   | 4月20日       | ポンコツ公園の対決           | 荒木芳久            | 古沢日出夫 | 江藤文男   | 横井三郎 |
| 68   | 4月27日       | ウソップ物語                 | 辻真先              | 高見義雄   | 細田暉雄   | 横井三郎 |
| 69   | 5月4日        | 青空いっぱい鯉のぼり         | 安藤豊弘            | 久岡敬史   | 江藤文男   | 辻忠直   |
| 70   | 5月11日       | 霧の中のできごと             | 近藤正              | 久岡敬史   | 江藤文男   | 沼井一   |
| 71   | 5月18日       | 走れ馬っ子                   | 荒木芳久            | 古沢日出夫 | 江藤文男   | 横井三郎 |
| 72   | 5月25日       | リーダーはあなたよ!          | 近藤正              | 山本寛巳   | 我妻宏     | 横井三郎 |
| 73   | 6月1日        | ばくだん小公子               | 荒木芳久            | 明比正行   | 羽根章悦   | 遠藤重義 |
| 74   | 6月8日        | 疑ってごめんね               | 山本和子            | 村山鎮雄   | 岡田敏靖   | 辻忠直   |
| 75   | 6月15日       | 海がまぶしい                 | 近藤正              | 村山鎮雄   | 岡田敏靖   | 辻忠直   |
| 76   | 6月22日       | あの微笑みをもう一度         | 近藤正              | 葛西治     | 江藤文男   | 辻忠直   |
| 77   | 6月29日       | 涙の回転レシーブ             | 浪江志摩            | 山本寛巳   | 江藤文男   | 遠藤重義 |
| 78   | 7月6日        | 歩くのよ! 自分の足で         | 加藤文治            | 高見義雄   | 高橋信也   | 遠藤重義 |
| 79   | 7月13日       | 負けてたまるか! ワンワンくん | 加藤文治            | 高見義雄   | 高橋信也   | 辻忠直   |
| 80   | 7月20日       | むかしむかし話               | 山本和子            | 明比正行   | 羽根章悦   | 沼井一   |
| 81   | 7月27日       | おばあちゃんがんばって       | 近藤正              | 古沢日出夫 | 江藤文男   | 遠藤重義 |
| 82   | 8月3日        | 泣くな父ちゃん僕はやる       | 浪江志摩            | 久岡敬史   | 岡田敏靖   | 辻忠直   |
| 83   | 8月10日       | 都会っ子田舎っ子             | 荒木芳久            | 葛西治     | 羽根章悦   | 遠藤重義 |
| 84   | 8月17日       | 思いきり泣きたい             | 近藤正              | 山本寛巳   | 江藤文男   | 遠藤重義 |
| 85   | 8月24日       | 夢みる白鳥                   | 近藤正              | 高見義雄   | 岡田敏靖   | 遠藤重義 |
| 86   | 8月31日       | 明日を呼ぶ海                 | 安藤豊弘            | 明比正行   | 高橋信也   | 辻忠直   |
| 87   | 9月7日        | 動物ざんこく物語             | 加藤文治            | 久岡敬史   | 落合正宗   | 辻忠直   |
| 88   | 9月14日       | お姉さん思い出すのよ!        | 近藤正              | 久岡敬史   | 菊池城二   | 沼井一   |
| 89   | 9月21日       | 学校一の人気者               | 浪江志摩            | 葛西治     | 落合正宗   | 沼井一   |
| 90   | 9月28日       | この指にとーまれ             | 鈴樹三千夫          | 山本寛巳   | 江藤文男   | 沼井一   |
| 91   | 10月5日       | 紙芝居おじさん               | 荒木芳久            | 岡崎稔     | 永樹凡人   | 沼井一   |
| 92   | 10月12日      | 逃げ出した赤ん坊             | 加藤文治            | 葛西治     | 菊池城二   | 沼井一   |
| 93   | 10月19日      | 親バカ、子バカの人助け!!     | 浪江志摩            | 勝田稔男   | 木暮輝夫   | 沼井一   |
| 94   | 10月26日      | さようなら私のコンパクト     | 近藤正              | 岡崎稔     | 永樹凡人   | 沼井一   |

- ※1969年7月21日はアポロ11号の月面着陸中継のため休止。

#### 放送局（第1作）
- NETテレビ（現・テレビ朝日）：月曜 19:00 - 19:30[12]
- 北海道テレビ：月曜 19:00 - 19:30[13]
- 青森放送：日曜 9:00 - 9:30[14]
- 岩手放送 → テレビ岩手
- 秋田放送：日曜 9:00 - 9:30[14]
- 山形放送：日曜 9:00 - 9:30（1970年3月まで）[15] → 日曜 9:30 - 10:00[16]
- 東北放送：水曜 18:00 - 18:30[17][18]
- 福島テレビ：日曜 9:00 - 9:30（1969年6月 - 12月）[19]
  - 福島中央テレビ：月曜 19:00 - 19:30（1970年2月から）[20]
- 山梨放送
- 新潟総合テレビ
- 信越放送
- 静岡放送 - 日曜　9:00　- 9:30[21]
- 北日本放送 - 月曜 17:00 - 17:30[22]
- 北陸放送 - 月曜 - 金曜 17:25 - 17:55（本放送終了後の1972年に放送）[23]
- 福井放送
- 名古屋放送 - 火曜 18:00 - 18:30[24]→月曜19:00-19:30

- 毎日放送（当時準キー局だった）[注釈 6] 月曜19:00-19:30
- 山陰放送
- テレビ岡山 - 1969年4月7日より[25] 月曜19:00-19:30
- 瀬戸内海放送 - 1969年5月5日より[26] 月曜19:00-19:30
- 中国放送（遅れネット）-水曜18:00-18:30
  - 広島ホームテレビ - 月曜 17:00 - 17:30（1970年10月のサービス放送開始時から移行）[27]
- 山口放送　-日曜9:00-9:30
- 四国放送
- 南海放送-水曜18:00-18:30
- 高知放送
- 九州朝日放送-月曜19:00-19:30
- 長崎放送
- 熊本放送
- テレビ大分　月曜19:00-19:30
- 宮崎放送 → テレビ宮崎月曜19:00-19:30
- 南日本放送 → 鹿児島テレビ　月曜19:00-19:30
- 沖縄テレビ

#### 視聴率（第1作）
いずれもビデオリサーチ調べ・関東地区。
- 平均視聴率：18.1%
- 最高視聴率：25.9%（第53話）

1974年2月20日による再放送が26.8%

#### 劇場版（第1作）
アニメ第1作は5回公開されており、これは『狼少年ケン』の延べ9回（限定公開を含む）に次ぐ記録にして、『東映まんがまつり』で最多記録である。
『〜涙の回転レシーブ』の公開の同時期、『東宝チャンピオンまつり』の1本として、『アタックNo.1 涙の回転レシーブ』（ブローアップ総集編）なる作品が公開されるため、どちらが初出かと東映と東宝で一悶着したことがあった。結果は、『ひみつのアッコちゃん』の方が先であること、『アタックNo.1』の方には該当するTVサブタイトルがないことから、軍配は『ひみつのアッコちゃん』に上げられた。
1作目と2作目が2011年5月21日発売の「赤塚不二夫DVD コレクション」に収録された。また2012年8月10日発売のDVD「復刻! 東映まんがまつり 1969春」に1作目、同年9月21日発売のDVD「復刻! 東映まんがまつり 1970夏」に4作目が、それぞれ収録された。
- ひみつのアッコちゃん（1969年3月18日公開）
  - 第3話のブローアップ版。
  - 同時上映は『長靴をはいた猫』・『怪物くん』（アニメ第1作）・『チャコとケンちゃん』（第1作）・『ひとりぼっち』の計4本。
- ひみつのアッコちゃん（1969年7月20日公開）
  - 第9話のブローアップ版。
  - 同時上映は『空飛ぶゆうれい船』・『もーれつア太郎』（第1作）・『飛び出す冒険映画 赤影』・『ニホンザル その群れと生活』[29] の計4本。
- ひみつのアッコちゃん ばんざいペットくん（1970年3月17日公開）
  - 第39話のブローアップ版。
  - 同時上映は『ちびっ子レミと名犬カピ』・『タイガーマスク』・『チュウチュウバンバン』の計3本。
- ひみつのアッコちゃん 涙の回転レシーブ（1970年7月19日公開）
  - 第77話のブローアップ版。
  - 同時上映は『海底3万マイル』・『タイガーマスク ふく面リーグ戦』・『もーれつア太郎 ニャロメの子守唄』・『柔道一直線』の計4本。
- ひみつのアッコちゃん（1973年3月17日公開）
  - 第34話のブローアップ版。
  - 同時上映は『パンダの大冒険』・『飛び出す人造人間キカイダー』・『マジンガーZ』・『バビル2世』（第1作）・『仮面ライダーV3』の計5本。唯一、TV版は既に3年前に終了しており、またこの時期のNET月曜19:00は『バビル2世』が放送されているため、『魔女っ子』は中断中だったが、「まんがまつり」では『魔女っ子』は継続されていた。

### 第2作 (1988年)

#### 解説（第2作）
1988年10月9日から1989年12月24日にわたり全61話がフジテレビ系列で日曜 18:00 - 18:30に放送された。東映動画制作。
当時の講談社は、小学館・テレビ朝日・旭通信社がフィーチャーしていた藤子不二雄に対抗し、赤塚不二夫をイメージリーダーとして打ち出そうとする戦略があり、この戦略にフジテレビと読売広告社が参加した。3社が提携した赤塚原作のアニメ第1弾『おそ松くん』に次ぐ2弾だった。
東映動画の関弘美は『魔法使いサリー』のファンであり、『サリー』の後番組である旧作の『アッコちゃん』が気に入らなかった。そこで横山賢二に相談したところ「昔の『アッコちゃん』の嫌だったところは変えてしまっていい」と言われた。
そこで関は旧作のアッコは優等生でメソメソしたところが気に入らなかったので、ドジな明るい子に変更した。
芝田浩樹によると本作は旧作と同じくシリアスなドラマ性のあるものにする予定だったそうである。しかしフジテレビと読売広告社が明るい作風を要求。最終的には両者を折衷した作品になった。
さらに当時の現代的要素が取り入れられ、コメディーを得意とする脚本家浦沢義雄の参加を得て、ギャグ色が強いものとなった。アッコのパパは企画段階ではパイロットだったのが、ニュースキャスターに変更。これは当時『ニュースステーション』やTBSのドラマ『パパはニュースキャスター』などにより、ニュースキャスターが人気の職業になっていたためで、毎回次回予告も、アッコがニュースキャスターに扮して次回のストーリーを読み上げるという形をとった。アッコのママの職業は童話作家という設定で、第1作でアッコ役だった太田淑子が演じた。なお、当初は引き続き太田がアッコを演じる予定だったが、堀江に主題歌と主役の声の二役をさせたいという意向が働き、アッコの声を堀江が担当することになった。またモコの声は第1作でゲストキャラ（主に美少女キャラ）を演じた杉山佳寿子に交代したが、杉山は第1作放送当時「美研」から発売された紙芝居版『アッコ』でモコを演じたため、19年振りに担当する事になった。
1作目には存在しなかった、鏡の精の少年「キーオ」というキャラが転校生という設定で登場し、キザなふるまいからアッコや仲間たちとしばしば衝突する。また、時折茶々を入れる形で、赤塚不二夫がデザインを描き下ろした「変なおじさん」が登場する。
1988年10月下旬、タカラ（現・タカラトミー）が、アッコが劇中で使うコンパクトを玩具にした「テクマクマヤコン・コンパクト」を発売し、大ヒットした。1989年1月上旬までに20万個を出荷した。この商品は発売直後から爆発的な売れ行きを見せ、店頭に並べられた直後に即売切れという状態が続いた。そのため、1988年11月下旬からテレビコマーシャルの放送が一旦、打ち切られた。1989年10月には2代目のコンパクトが使われ、その玩具が売り出された2か月後に打ち切られている。初代のコンパクトは丸型で、2代目のコンパクトは角型である。累計では、初代コンパクトの玩具は150万個、2代目コンパクトの玩具は80万個を売り上げた。
アッコの服装は、白いブラウスの上に赤い上着、および黄色いスカートを着用している。髪は紫色である。室内と外出時を問わず裸足で、裸足のままピンクのスニーカーと上履きを履く姿は男の子に負けない元気の良さをアピールしていた。
本作は視聴率上でもマーチャンダイジング上でも成功を収めた。この影響で同じフジテレビ、読売広告社が手がける『東映不思議コメディーシリーズ』も魔法少女路線に変更することになった。
ガンモとゴマの二役を演じていたつかせのりこが直腸癌を患い入院を余儀なくされたため途中降板した（その後、放送期間中の1989年5月15日に逝去）。これにより、ガンモ役は三田ゆう子が、ゴマ役は佐藤智恵が途中で引き継いだ。

#### あらすじ（第2作）
アッコはパパからもらったお土産の鏡を大事にしていた。ところがある日、ママが誤って鏡を壊してしまい、アッコは鏡を墓に埋める。その晩、アッコは鏡の国の女王から「変身できる魔法のコンパクト」をもらい、彼女から「変身を人前に見られると二度とあなたの顔が映らなくなる」と約束する。

#### キャスト（第2作）

##### レギュラー
- アッコ - 堀江美都子
- モコ - 杉山佳寿子
- 大将 - 塩屋翼
- 少将 - 三輪勝恵
- カン吉・大将の母- 上村典子
- ガンモ - つかせのりこ（第1話 - 第15話）→三田ゆう子（第21話 - 第61話）
- チカ子・モコの母 - 山本圭子
- ギョロ・教頭先生- 小林通孝
- ゴマ - つかせのりこ（第1話 - 第18話）→佐藤智恵（第19話 - 第61話）
- パパ - 銀河万丈
- ママ - 太田淑子
- 佐藤先生・ドラ - 佐藤正治
- 森山先生 - 色川京子
- シッポナ - 渡辺菜生子
- 鏡の国の女王 - 増山江威子
- キーオ - 中原茂
- 文造（大将の父） - 松尾銀三
- 源太郎・校長先生・変なおじさん - 田中和実
- お菊 - 麻生美代子
- ガンモの父 - 掛川裕彦
- ガンモの母 - 八百坂万紀
- モコの父 - 平野正人

#### 数回の不定期出演
- レポーター - 岩瀬惠子（フジテレビ、当時）

##### ゲスト
- トオル - 堀川亮（第2話）
- テツ - 田中亮一（第4話）
- マサ - 塩屋浩三（第4話）
- 犯人 - 松尾銀三（第4話）
- 警官 - 平野正人（第4話）
- 手下猫 - 掛川裕彦（第4話）
- 魚屋 - 掛川裕彦（第6話）
- バスガイド - 鈴木砂織（第6話）
- 聖子 - 富沢美智恵（第7話）
- 正輝 - 難波圭一（第7話）
- アキラ - 坂本千夏（第8話）
- タモツ - 柳沢三千代（第8話）
- マサコ - 金丸日向子（第8話）
- フジコ先生 - 冬馬由美（第8話）
- ヨシコ先生 - 上村典子（第8話）
- 園長先生 - 片岡富枝（第8話）
- 冬木春子 - 荘真由美（第10話）
- 世話役 - 掛川裕彦（第10話）
- 大会役員 - 田中和実（第10話）
- 太田コーチ - 佐藤正治（第10話）
- 山下コーチ - 八奈見乗児（第10話）
- 近田 - 田中康郎（第11話）
- 豆三 - 掛川裕彦（第13話）
- カラ子 - 八百板万紀（第13話）
- 一蔵師匠 - 田中和実（第13話）
- 健太 - 江森浩子（第16話）
- 健太の父 - 矢田耕司（第16話）
- 太田 - 田中康郎（第16話）
- プロデューサー - 佐藤正治（第16話）
- 民宿のおばさん - 鈴木れい子（第16話）
- 調教師 - 平野正人（第16話）
- 医者 - 田中和実（第16話）
- 白井魔子 - 山本百合子（第17話）
- ビビット - 川浪葉子（第17話）
- ゴキブリ - 佐藤正治（第18話）
- 消防団員 - 掛川裕彦（第19話）
- おばさん - 遠藤晴（第19話）
- 狼 - 広中雅志（第20話）
- 大西機長 - 島田敏（第21話）
- 田中京子 - 冬馬由美（第21話）
- 鈴木さん - 佐藤智恵（第21話）
- ハデ男 - 小林通孝（第21話）
- 神父 - 田中和実（第21話）
- 愛星由美 - 山野さと子（第23話）
- 女社長 - 山口奈々（第23話）
- フォアグラ将軍 - 村国守平（第24話）
- うなばら先生 - 佐藤正治（第24話）
- ウサギ - 金丸淳一（第24話）
- ディレクター - 小林通孝（第24話）
- 森山先生の父 - 田中康郎（第25話）
- 森山先生の母 - 阿部道子（第25話）
- 山口 - 難波圭一（第25話）
- 山口の母 - 川浪葉子（第25話）
- キャシー - 室井深雪（第26話）
- キャシーのパパ - 佐藤正治（第26話）
- キャシーのママ - 小口久仁子（第26話）
- ドン・ホセ - 田中和実（第26話）
- 警官 - 岸野幸正（第26話）
- 子ダヌキ - 丸尾知子（第27話）
- 母ダヌキ - 色川京子（第27話）
- タンクローリーミキ - 頓宮恭子（第28話）
- トオル - 草尾毅（第28話）
- 係員 - 小野坂昌也、里内信夫（第29話）
- 女係員 - 長嶺結花（第29話）
- 小岩親方 - 矢田耕司（第30話）
- 大巨岩 - 掛川裕彦（第30話）
- アナウンサー - 岸野幸正（第30話）
- 和尚 - 宮内幸平（第31話）
- 老婆 - 上村典子（第31話）
- 幽霊の娘 - 鈴木砂織（第31話）
- カタツムリ - 佐藤正治（第32話）
- ヒヨコ - 三田ゆう子（第33話）
- 岡山 - 屋良有作（第34話）
- ダカンダ町長 - 田中和実（第34話）
- 通訳の青年 - 佐藤浩之（第34話）
- 八重桜組組長 - 佐藤正治（第35話）
- 八重桜組組員 - 田中和実（第35話）
- 礼子 - 光野栄里（第35話）
- スケ番A - 金丸日向子（第35話）
- スケ番B - 長畑由美（第35話）
- スケ番C - 藤原由香理（第35話）
- 港中の町子 - 高木優佳（第35話）
- テツ - 戸谷公次（第35話）
- 店員 - 神山雅美（第36話）
- 評論家の中村 - 戸谷公次（第37話）
- 幸平 - 沢木郁也（第37話）
- 玉子 - 多岐川まり子（第37話）
- 幸太郎 - 金丸日向子（第37話）
- 時久先生 - 塩沢兼人（第38話）
- 里美先生 - 高木早苗（第38話）
- 尾手戸ひめ子 - 荘真由美（第38話）
- カエル - 江森浩子（第39話）
- カエルの母 - 山口奈々（第39話）
- ホタルの仲間 - 里内信夫（第41話）
- ホタル - 久川綾（第41話）
- 春子 - 浦和めぐみ（第46話）
- おじいさん - 田中和実（第46話）
- おばあさん - 松井摩味（第46話）
- 主催者 - 大森章督（第46話）
- 竹野月子 - 本田知恵子（第47話）
- 医者 - 田中和実（第47話）
- 女生徒 - 萩森順子、長嶺結花（第49話）
- 鏡の精 - 荘真由美（第49話）
- 島尻 - 高戸靖広（第50話）
- 新谷少年 - 柏倉つとむ（第52話）
- ジョン - 戸谷公次（第52話）
- タロー - 平野正人（第52話）
- 刑事犬 - 掛川裕彦（第52話）
- フィリップ - 佐藤浩之（第52話）
- シオリ - 川村万梨阿（第53話）
- シオリの弟 - 青羽美代子（第53話）
- アダムス - 江森浩子（第53話）
- アナウンス - 堀之紀（第55話）
- 係員 - 里内信夫（第55話）
- テディ - 富沢美智恵（第55話）
- 石田コーチ - 堀川亮（第56話）
- 増田健太 - 坂本千夏（第57話）
- 健太の母 - 川浪葉子（第57話）
- 健太の父 - 佐藤正治（第57話）
- 玉木君 - 佐藤浩之（第58話）
- 重役A - 田中和実（第58話）
- 重役B - 掛川裕彦（第58話）
- ディレクター - 里内信夫（第59話）
- 山田クニエ - 久川綾（第59話）

#### スタッフ（第2作）
- 主要スタッフ
  - 企画 - 原岡健一郎、清水賢治（フジテレビ）、嶋村一夫、木村京太郎（読売広告社）
  - 原作 - 赤塚不二夫
  - 音楽 - 本間勇輔
  - 製作担当 - 佐伯雅久
  - キャラクターデザイン - 兼森義則
  - 美術デザイン - 坂本信人
  - シリーズディレクター - 芝田浩樹
  - プロデューサー - 横山賢二、関弘美（東映動画）
  - 特殊効果 - 下川信裕、磯野松子、中島正之
  - 撮影 - 沖野雅英
  - 編集 - 清水慎治→西山茂
  - 録音 - 蔵本貞司
  - 効果 - 今野康之
  - 選曲 - 田中英行
  - 記録 - 雄谷将仁→岡本洋子→樋口裕子
  - 美術進行 - 御園博
  - 広報 - 重岡由美子(フジテレビ)
  - 現像 - 東映化学
  - 制作 - フジテレビ、読売広告社、東映

#### 主題歌（第2作）
オープニングアニメーションはキャラクターデザインの兼森義則が作画監督を務め、原画をマッドハウスが担当。そのほとんどは新川信正の手によるもので、手伝いとして竹井正樹が参加した。演出は芝田浩樹。有名な洋画のパロディーを集めたエンディングアニメーションもほぼ同じスタッフだが、DVD-BOXのブックレットにて兼森が「エンディングはチェックのみ」と語っている。芝田によると『E.T』のパロディーシーンがマッドハウスの高い技術力のため、そっくりになってしまい著作権に触れる危険があったので、慌てて変更してもらったという。
オープニングテーマ - 「ひみつのアッコちゃん」
作詞 - 井上ひさし、山元護久 / 作曲 - 小林亜星 / 編曲 - 青木望 / 歌 - 堀江美都子 （日本コロムビア ）
エンディングテーマ - 「DON'T YOU…?」
作詞 - 岡田ふみ子 / 作曲 - 芹澤廣明 / 編曲 - 青木望 / 歌 - 堀江美都子、タイム・ファイブ （日本コロムビア）

#### キャラクターソング・イメージソング（第2作）
これらの曲は、1989年12月21日に日本コロムビアから発売されたCDに、先述の主題歌と共に収録された。
「男一発!!大将だい」
作詞 - 岡田ふみ子 / 作編曲 - 本間勇輔 / 歌 - 大将（塩屋翼）
「ハッピーメルヘン」
作詞 - 岡田ふみ子 / 作編曲 - 本間勇輔 / 歌 - 山野さと子
「ハートときめき年少トリオ」
作詞 - 星山博之 / 作編曲 - TAKU / 歌 - ガンモ（つかせのりこ）、チカ子（山本圭子）、カン吉（上村典子）
「ニャンニャンWalkin'〜シッポナのテーマ〜」
作詞 - 冬杜花代子 / 作曲 - 本間勇輔 / 編曲 - 有澤孝紀 / 歌 - 帯川鏡子、こおろぎ'73
「アブナイ少年〜キーオのテーマ〜」
作詞 - 浦川しのぶ / 作編曲：川崎真弘 / 歌：北原拓
「浦川しのぶ」は、横山賢二プロデューサーの筆名。
「恋する娘〜モコのテーマ〜」
作詞 - 浦川しのぶ / 作編曲：川崎真弘 / 歌：尾形明美
「ひみつのアッコちゃん音頭」
作詞 - 伊藤アキラ / 作編曲：有澤孝紀 / 歌：堀江美都子、こおろぎ'73、Shines
後述の劇場版第2作のエンディング・テーマに使用。
「すきすきソング」
作詞 - 山元護久、井上ひさし / 作曲 - 小林亜星 / 編曲 - 有澤孝紀 / 歌 - 水森亜土、こおろぎ'73
第1作のエンディング・テーマをアレンジ。
「ニャンとも!!ワンダフル!!」
作詞 - 池永泰記 / 作曲 - 山田長大 / 編曲 - 栗原正己 / 歌 - 大倉正丈（こおろぎ'73）、山野さと子
「心の鏡」
作詞 - 池永泰記 / 作曲 - 山田長大 / 編曲 - 栗原正己 / 歌 - 堀江美都子

#### 各話リスト（第2作）
| 話数 | 放送日         | サブタイトル           | 脚本     | （絵コンテ） 演出     | 作画監督   | 美術     |
| ---- | -------------- | ---------------------- | -------- | --------------------- | ---------- | -------- |
| 1    | 1988年 10月9日 | 鏡の国のプレゼント!?   | 星山博之 | 芝田浩樹              | 松本朋之   | 坂本信人 |
| 2    | 10月16日       | 混戦データでドキッ!    | 武上純希 | 久岡敬史              | 羽山淳一   | 坂本信人 |
| 3    | 10月23日       | コンパクトを返して!    | 山崎晴哉 | 梅澤淳稔              | 山崎展義   | 坂本信人 |
| 4    | 10月30日       | シッポナ誘かい事件!?   | 大橋志吉 | 山田徹                | 菊池城二   | 坂本信人 |
| 5    | 11月6日        | ヘッ!? 初恋は大ナマズ  | 浦沢義雄 | 川田武範              | 増田信博   | 坂本信人 |
| 6    | 11月13日       | 佐藤先生の婚約者!?     | 山崎晴哉 | 山吉康夫              | 梨澤孝司   | 坂本信人 |
| 7    | 11月20日       | 赤ちゃんで大さわぎ!!   | 大橋志吉 | 芝田浩樹              | 松本朋之   | 坂本信人 |
| 8    | 11月27日       | 潜入! エリート幼稚園   | 武上純希 | 久岡敬史              | 羽山淳一   | 坂本信人 |
| 9    | 12月4日        | ドラの悩みごと?        | 浦沢義雄 | 梅澤淳稔              | 山崎展義   | 吉田智子 |
| 10   | 12月11日       | 恐怖のスキーレース     | 山崎晴哉 | 山田徹                | 菊池城二   | 坂本信人 |
| 11   | 12月18日       | サンタさんの贈りもの   | 大橋志吉 | 川田武範              | 増田信博   | 坂本信人 |
| 12   | 12月25日       | タコ焼き大好き宇宙人!? | 浦沢義雄 | 山吉康夫              | 梨澤孝司   | 坂本信人 |
| 13   | 1989年 1月15日 | ガンモの落語名人劇場   | 山崎晴哉 | （芝田浩樹） 有迫俊彦 | 松本朋之   | 坂本信人 |
| 14   | 1月22日        | 転校生はアブナイやつ   | 星山博之 | 久岡敬史              | 羽山淳一   | 田中資幸 |
| 15   | 1月29日        | 勝負! 雪ダルマ合戦     | 大橋志吉 | 梅澤淳稔              | 山崎展義   | 坂本信人 |
| 16   | 2月5日         | 走れ! 名馬ハヤテ       | 山崎晴哉 | 山田徹                | 堀川留子   | 坂本信人 |
| 17   | 2月12日        | 噂のあのコは白魔術     | 武上純希 | 川田武範              | 増田信博   | 坂本信人 |
| 18   | 2月19日        | 季節はずれの蝶々       | 浦沢義雄 | 山吉康夫              | 梨澤孝司   | 坂本信人 |
| 19   | 2月26日        | コンパクトが使えない   | 星山博之 | 芝田浩樹              | 松本朋之   | 坂本信人 |
| 20   | 3月5日         | 狼はひとりぼっち       | 大橋志吉 | 久岡敬史              | 須田正己   | 坂本信人 |
| 21   | 3月12日        | 憧れのスチュワーデス   | 山崎晴哉 | 梅澤淳稔              | 羽山淳一   | 坂本信人 |
| 22   | 3月19日        | 父ちゃんのお花見物語   | 浦沢義雄 | 山田徹                | 山崎展義   | 山元健生 |
| 23   | 3月26日        | アイドルって大変!      | 大橋志吉 | 川田武範              | 堀川留子   | 坂本信人 |
| 24   | 4月2日         | フォアグラ将軍の反乱   | 武上純希 | 山吉康夫              | 増田信博   | 坂本信人 |
| 25   | 4月9日         | お見合いはお上品に     | 大橋志吉 | 久岡敬史              | 梨澤孝司   | 坂本信人 |
| 26   | 4月16日        | カン吉と青い目の少女   | 山崎晴哉 | 梅澤淳稔              | 松本朋之   | 坂本信人 |
| 27   | 4月23日        | 幽霊屋敷のタヌキ騒動   | 浦沢義雄 | 芝田浩樹              | 須田正己   | 坂本信人 |
| 28   | 4月30日        | 悪役女子レスラーの恋   | 大橋志吉 | 山田徹                | 羽山淳一   | 坂本信人 |
| 29   | 5月7日         | 鏡の中に消えたキーオ   | 星山博之 | 川田武範              | 山崎展義   | 坂本信人 |
| 30   | 5月14日        | ハッケヨイのこった!    | 山崎晴哉 | 山吉康夫              | 堀川留子   | 小林勝寿 |
| 31   | 5月21日        | 花嫁さんはホラー好き   | 武上純希 | 久岡敬史              | 増田信博   | 坂本信人 |
| 32   | 5月28日        | モコと夢見る王子さま   | 浦沢義雄 | 梅澤淳稔              | 松本朋之   | 坂本信人 |
| 33   | 6月4日         | ガンバレひよこちゃん   | 大橋志吉 | 芝田浩樹              | 梨澤孝司   | 中山恭子 |
| 34   | 6月11日        | アッコのアフリカ物語   | 星山博之 | 山田徹                | 山崎展義   | 坂本信人 |
| 35   | 6月18日        | 父と娘の仁義なき戦い   | 大橋志吉 | 川田武範              | 羽山淳一   | 坂本信人 |
| 36   | 6月25日        | エンマ大王の大将征伐   | 浦沢義雄 | 山吉康夫              | 斉藤一彦   | 小林勝寿 |
| 37   | 7月2日         | グルメラーメン繁盛記   | 山崎晴哉 | 久岡敬史              | 松本朋之   | 猪田薫   |
| 38   | 7月9日         | 夢見るバレリーナ!      | 武上純希 | 梅澤淳稔              | 増田信博   | 中山恭子 |
| 39   | 7月23日        | カエルの子はカエル     | 大橋志吉 | 芝田浩樹              | 梨澤孝司   | 吉田智子 |
| 40   | 7月30日        | 花のお江戸の捕物帳     | 浦沢義雄 | 山田徹                | 山崎展義   | 小林勝寿 |
| 41   | 8月6日         | 真夏の夜のホタル       | 大橋志吉 | 川田武範              | 羽山淳一   | 坂野文世 |
| 42   | 8月13日        | 素敵な兄貴が欲しい!    | 武上純希 | 山吉康夫              | 山口聴     | 萩原正己 |
| 43   | 8月20日        | アリとキリギリス       | 山崎晴哉 | 梅澤淳稔              | 松本朋之   | 中山恭子 |
| 44   | 8月27日        | アッコたちの漂流記     | 星山博之 | 芝田浩樹              | 増田信博   | 小林勝寿 |
| 45   | 9月3日         | 水の中のオバタリアン   | 大橋志吉 | 久岡敬史              | 梨澤孝司   | 坂野文世 |
| 46   | 9月10日        | 愛のわんこそばツアー   | 山崎晴哉 | 山田徹                | 山崎展義   | 萩原正己 |
| 47   | 9月17日        | 月夜に泣くかぐや姫     | 武上純希 | 川田武範              | 松本朋之   | 中山恭子 |
| 48   | 9月24日        | パパとママの青春物語   | 浦沢義雄 | 山吉康夫              | 小幡公春   | 小林勝寿 |
| 49   | 10月1日        | 階段の怪談で大ピンチ   | 大橋志吉 | 梅澤淳稔              | 今川よしみ | 坂野文世 |
| 50   | 10月8日        | アッコは名ピッチャー   | 星山博之 | 芝田浩樹              | 増田信博   | 萩原正己 |
| 51   | 10月15日       | エッ! 最後の変身?      | 武上純希 | 山田徹                | 梨澤孝司   | 中山恭子 |
| 52   | 10月22日       | ワン・ニャン物語       | 山崎晴哉 | 久岡敬史              | 松本朋之   | 小林勝寿 |
| 53   | 10月29日       | 牧場の少女の願いごと   | 浦沢義雄 | 川田武範              | 山崎展義   | 坂野文世 |
| 54   | 11月5日        | 大将のスキスキ大作戦   | 栗原浩一 | 山吉康夫              | 今川よしみ | 萩原正己 |
| 55   | 11月12日       | 大マジックのマドンナ   | 大橋志吉 | 梅澤淳稔              | 増田信博   | 中山恭子 |
| 56   | 11月19日       | ママのテニス教室       | 武上純希 | 芝田浩樹              | 近藤優次   | 小林勝寿 |
| 57   | 11月26日       | T.Vゲーム少年を救え!   | 大橋志吉 | 山田徹                | 小幡公春   | 坂野文世 |
| 58   | 12月3日        | アッコは美人OL!?       | 星山博之 | 久岡敬史              | 山崎展義   | 萩原正己 |
| 59   | 12月10日       | 森山先生、お幸せに!    | 山崎晴哉 | 川田武範              | 堀川留子   | 中山恭子 |
| 60   | 12月17日       | キーオのいなくなる日   | 大橋志吉 | 山吉康夫              | 梨澤孝司   | 小林勝寿 |
| 61   | 12月24日       | 私の心のコンパクト     | 星山博之 | 芝田浩樹              | 梨澤孝司   | 坂野文世 |

- ※1989年1月1日は『第25回新春スターかくし芸大会』放送のため、放送休止。
- ※1989年1月8日は昭和天皇崩御のニュースのため、1週順延。
- ※1989年7月16日は『FNSスーパースペシャル 1億人のテレビ夢列島'89』放送のため、放送休止。

#### 放送局（第2作）
※放送日時は1989年9月中旬 - 10月上旬時点（テレビ岩手については、本放送終了後に放送された日時）、放送系列は放送当時のものとする。
| 放送地域       | 放送局         | 放送系列                                     | 放送日時                  | 備考                                              |
| -------------- | -------------- | -------------------------------------------- | ------------------------- | ------------------------------------------------- |
| 関東広域圏     | フジテレビ     | フジテレビ系列                               | 日曜 18:00 - 18:30        | 制作局                                            |
| 北海道         | 北海道文化放送 | フジテレビ系列                               | 日曜 18:00 - 18:30        |                                                   |
| 宮城県         | 仙台放送       | フジテレビ系列                               | 日曜 18:00 - 18:30        |                                                   |
| 秋田県         | 秋田テレビ     | フジテレビ系列                               | 日曜 18:00 - 18:30        |                                                   |
| 山形県         | 山形テレビ     | フジテレビ系列                               | 日曜 18:00 - 18:30        |                                                   |
| 福島県         | 福島テレビ     | フジテレビ系列                               | 日曜 18:00 - 18:30        |                                                   |
| 新潟県         | 新潟総合テレビ | フジテレビ系列                               | 日曜 18:00 - 18:30        | 現：NST新潟総合テレビ。                           |
| 長野県         | 長野放送       | フジテレビ系列                               | 日曜 18:00 - 18:30        |                                                   |
| 静岡県         | テレビ静岡     | フジテレビ系列                               | 日曜 18:00 - 18:30        |                                                   |
| 富山県         | 富山テレビ     | フジテレビ系列                               | 日曜 18:00 - 18:30        |                                                   |
| 石川県         | 石川テレビ     | フジテレビ系列                               | 日曜 18:00 - 18:30        |                                                   |
| 福井県         | 福井テレビ     | フジテレビ系列                               | 日曜 18:00 - 18:30        |                                                   |
| 中京広域圏     | 東海テレビ     | フジテレビ系列                               | 日曜 18:00 - 18:30        |                                                   |
| 近畿広域圏     | 関西テレビ     | フジテレビ系列                               | 日曜 18:00 - 18:30        |                                                   |
| 島根県・鳥取県 | 山陰中央テレビ | フジテレビ系列                               | 日曜 18:00 - 18:30        |                                                   |
| 岡山県・香川県 | 岡山放送       | フジテレビ系列                               | 日曜 18:00 - 18:30        |                                                   |
| 広島県         | テレビ新広島   | フジテレビ系列                               | 日曜 18:00 - 18:30        |                                                   |
| 愛媛県         | 愛媛放送       | フジテレビ系列                               | 日曜 18:00 - 18:30        | 現：テレビ愛媛。                                  |
| 福岡県         | テレビ西日本   | フジテレビ系列                               | 日曜 18:00 - 18:30        |                                                   |
| 佐賀県         | サガテレビ     | フジテレビ系列                               | 日曜 18:00 - 18:30        |                                                   |
| 熊本県         | テレビ熊本     | フジテレビ系列                               | 日曜 18:00 - 18:30        | 1989年9月まではテレビ朝日系列とのクロスネット局。 |
| 沖縄県         | 沖縄テレビ     | フジテレビ系列                               | 日曜 18:00 - 18:30        |                                                   |
| 青森県         | 青森放送       | 日本テレビ系列 テレビ朝日系列                | 金曜 17:15 - 17:45        |                                                   |
| 岩手県         | テレビ岩手     | 日本テレビ系列                               | 月曜 - 金曜 17:30 - 18:00 | 本放送終了後、1990年 - 1991年頃に放送。           |
| 山梨県         | 山梨放送       | 日本テレビ系列                               | 土曜 6:15 - 6:45          |                                                   |
| 山口県         | テレビ山口     | TBS系列                                      | 月曜 17:00 - 17:30        |                                                   |
| 徳島県         | 四国放送       | 日本テレビ系列                               | 火曜 17:30 - 18:00        |                                                   |
| 長崎県         | テレビ長崎     | フジテレビ系列 日本テレビ系列                | 月曜 19:00 - 19:30        |                                                   |
| 大分県         | テレビ大分     | 日本テレビ系列 フジテレビ系列 テレビ朝日系列 | 金曜 16:00 - 16:30        |                                                   |
| 鹿児島県       | 鹿児島テレビ   | 日本テレビ系列 フジテレビ系列                | 水曜 16:30 - 17:00        | 1989年1月11日 から1990年1月24日 まで放送          |

#### 視聴率（第2作）
いずれもビデオリサーチ調べ・関東地区。
- 平均視聴率：14.3%
- 最高視聴率：20.7%

#### ネット配信（第2作）
- 赤塚不二夫の生誕90年を記念して、2025年4月6日よりYouTube「東映アニメーションミュージアムチャンネル」で、かつてテレビ版が放送された毎週日曜18:00より、2週間の期間限定で無料配信が行われている。
  - なお第1作・第3作と共に常時無料配信されていた第1話は、期間限定版の第2作第1話が配信されている間は配信を中断した。

#### 劇場版（第2作）
いずれも「東映まんがまつり」で公開。カラー、ビスタビジョン、25分。
2作品とも2011年5月21日発売の「赤塚不二夫DVD コレクション」において初DVD化となる。
ひみつのアッコちゃん（1989年3月18日公開）
- 9年振りの魔女っ子劇場作にして、初の劇場用新作。内容は、アッコたちが遊ぶ広場にビルを建てようとするのを阻止しようとする、下町舞台の話では良くある話だが、そのビル建設発起人が大将の父親というのが異色。作品ではアッコは、メス猫・巫女・バトントワラー、そして大将の父の初恋の少女の、計4キャラに変身する。

スタッフ
- 製作総指揮 - 今田智憲
- 企画 - 横山賢二、関弘美
- 原作 - 赤塚不二夫
- 脚本 - 武上純希
- 監督 - 芝田浩樹
- キャラクターデザイン / 作画監督 - 兼森義則
- 撮影 - 沖野雅英
- 美術 - 坂本信人
- 録音 - 蔵本貞司
- 編集 - 清水慎治

主題歌
- オープニング「ひみつのアッコちゃん」（堀江美都子）
- 映像はTV版と同じだが、歌詞テロップは無い。
- エンディング「DON'T YOU?…」（堀江美都子、タイム・ファイブ）
- こちらの映像はオリジナル。

同時上映
- 聖闘士星矢 最終聖戦の戦士たち
- おそ松くん スイカの星からこんにちはザンス!
- 高速戦隊ターボレンジャー

ひみつのアッコちゃん 海だ! おばけだ!! 夏祭り（1989年7月15日公開）
- 劇場新作第2弾で、1作に2本の劇場用新作が製作されたのは「東映魔女っ子シリーズ」では初。内容は夏に因んで、アッコたちが海に行くも、海の沖にある孤島の守護神「白いイルカ」（声 - 土井美加）見たさに大将・ゴマ・ギョロ・キーオが行った事から騒ぎとなる話。そして舞台が海という関係上、両親・先生・変なおじさんといった町の大人たちは、一切登場しない。そのため、劇場版では唯一、太田淑子が出演しない作品になっている。

なおタイトルの内「海だ! おばけだ!! 夏祭り」は、他のTVアニメの劇場用新作同様、サブタイトル的な扱いとなっている。
スタッフ
- 製作総指揮 - 今田智憲
- 企画 - 横山賢二、関弘美
- 脚本 - 星山博之
- 監督 - 久岡敬史
- キャラクターデザイン - 兼森義則
- 作画監督 - 増田信博
- 撮影 - 渡辺英俊
- 美術 - 坂本信夫
- 録音 - 蔵本貞司
- 編集 - 清水慎治

主題歌
- オープニング「ひみつのアッコちゃん」（堀江美都子）
- エンディング「ひみつのアッコちゃん音頭」（堀江美都子）

同時上映
- ドラゴンボールZ
- 悪魔くん（アニメ版）
- 機動刑事ジバン

### 第3作 (1998年)

#### 解説（第3作）
1998年4月5日から1999年2月28日まで全44話がフジテレビ系列で日曜 9:00 - 9:30に放送された。東映動画製作。
今作でのアッコの両親は、父親がカメラマン、母親が芸術家と設定されている。アッコの髪の毛は第1作にほぼ近いが、服装や明るく活発で友人思いな性格は第2作のものを受け継いでいる。また「美少女ヒロイン」の定義の変化によって、アッコを始め一部のキャラクターは等身が上がっている、瞳が大きくなっているなど、原作のタッチからは更に大幅なリデザインが施されている。また、過去2作にあった原作準拠のハート型の舌も普通の舌に変更されている（一部の回ではハート型になっている場合もある）。
キャスティング勢では、第2作にも参加した青二プロダクションや東映アカデミーなどといった作品の一部にも参加しており、銀プロダクション、キャロットハウスなどの所属声優も出演していたこともあった。
少将役のこおろぎさとみは同じ声優である夫・中原茂も第2作でキーオを演じたため、夫婦が出演したテレビアニメでもあった。この他、フジテレビアナウンサーの奥寺健や大坪千夏も声優に挑戦している。第2作でアッコを演じた堀江美都子が鏡の女王役として出演した。また、第1作でアッコを演じ、第2作でアッコの母親を演じた太田淑子は、ラスト近くで、アッコに助けられる老婆の役でゲスト出演、そして第1作で大将を演じた大竹宏は、第26話で大工役、第36話でサンタクロース役をそれぞれ演じた。チカ子、モコの母役の山本圭子と大将の父役の松尾銀三が2作目からの続投となっている。
前番組として放送されていた『ゲゲゲの鬼太郎』の第64話で本篇がデジタル化され、大幅なコストダウンと省力化に成功したことから、本作は当放送枠初の全編デジタル製作となる。
第3作は前2作品と違い、「劇場版」は制作されていない。

#### あらすじ（第3作）
幼い頃のアッコはママから「花嫁姿の映る鏡」をもらい今でもその言い伝えを信じて、大事に持っていた。ところがそれを大将にからかわれた挙句、壊されてしまう。アッコは鏡を墓に埋めると、鏡の国の女王様が現れ「変身できる魔法のコンパクト」をもらい、「人前に変身を見られると二度と鏡にあなたの姿が映らなくなる」と約束される。
アッコは女王様の約束通り、誰にも見られないところで変身し、人々の窮地を救っていた。しかし、途中から遊び半分で使うことが多くなり（最終回までは「遊び半分」は描かれないが、最終回では冒頭から、飼い猫のシッポナから誘われた「猫のパーティー」に参加するという自分の都合で変身し、帰宅した事が示唆されている。）頭を悩ませた鏡の女王様は、親友のモコを魔法で導き、アッコの変身を目撃させる。変身に驚き「私達をだましていた」と責められたアッコは、モコに絶交された上に鏡の力を失っただけでなく、同時に鏡には二度とアッコが映らなくなってしまう。鏡の女王様が現れ、「自分のためにコンパクトを使う今のあなたには、コンパクトを使うことも、鏡に映る資格もない。」と言われ、悲しみ落ち込むアッコだったが、モコがバンドのライブを鑑賞する為に居合わせた会場の入ったビル（モコがアッコの変身を目撃し、絶交を宣言した場所だった。）が火事になってしまった。アッコは鏡の女王様に軽率に変身の力を使った事を謝罪し、女王様から最後の変身の力をもらいモコを救うが、救出され、目覚めたモコからは変身の記憶は消えており、アッコも鏡に映る様になった。戸惑うアッコの前に女王様が現れ「誰かを助けたいという優しく、強い気持ちを持ち続ければ、魔法のコンパクトがなくても、あなたは素敵な女の子。いつもあなたを見ていますよ。」と言葉を残し、コンパクトは消滅した。アッコは「さようなら・・鏡の国。さようなら・・私のひみつ」と涙を流し、鏡を大切にする優しい女の子として再び日々を送った。

#### キャスト（第3作）

##### レギュラー
- アッコ（加賀美アツコ） - 山崎和佳奈
- モコ（浪花モコ） - 梅田貴公美
- 大将 - 鈴木琢磨
- 少将 - こおろぎさとみ
- カン吉 - 生駒治美
- ガンモ、ペンギンの一平 - 竹内順子
- チカ子、モコの母 - 山本圭子
- ギョロ - 赤井田良彦
- ゴマ、ドラ - 高戸靖広
- アッコのパパ（加賀美健一郎） - 山口健
- アッコのママ（加賀美恭子） - 冨永みーな
- シッポナ - 永野愛※第5話｢仁義なき猫戦争!｣でアッコちゃんがネコに変身した時に初めて言葉を喋る。

なお、アッコ、モコ、大将、少将、カン吉、ガンモ、チカ子、ギョロ、ゴマ&ドラは全話に登場している。

##### ゲストキャスト
- 鏡の国の女王 - 堀江美都子（第1話登場）
- 山茶花レイ子 - ??（第1話登場）
- 袋小路トメ吉 - 長島雄一（現：チョー）（第1話登場）
- 山茶花レイ子の父 - 高橋広樹（第1話登場）
- 真由美 - 田中涼子（第2話登場）
- マネージャー - 家富ヨウジ（第2話登場）
- スポンサー - 乃村健次（第2話登場）
- 婦警さん - 根谷美智子（第3話登場）
- ギャング親分（大山権三） - ??（第3話登場）
- 子分ギャングA - 布目貞雄（第3話登場）
- 子分ギャングB - 小栗雄介（第3話登場）
- 若い男 - 鈴木信明（第3話登場）
- 郵便局長 - 森訓久（第3話登場）
- 大将の父 - 松尾銀三（第3話登場）
- マダム陳 - 荘真由美（第4話登場）
- コック長 - 中博史（第4話登場）
- 支配人 - 平田広明（第4話登場）
- イセエビ - 宮田始典（第4話登場）
- ビル - 菊池正美（第5話登場）
- ドラの仲間ネコ - 赤井田良彦、生駒治美、高戸靖広、竹内順子、山本圭子（第5話登場）
- 校長先生､初代校長先生 - 塩屋浩三（第6話登場）
- 教頭先生 - 立木文彦（第6話登場）
- 森山先生 - 永野愛（第6話登場）
- 佐藤先生 - 高橋広樹（第6話登場）
- 山田捨吉元校長（校長OB会） - 菅原淳一（第6話登場）
- 川島元校長（校長OB会） - ??（第6話登場）
- 海野虎造元校長（校長OB会） - 古橋芳治（第6話登場）
- ヤブタ医院の医者 - 西松和彦（第7話登場）
- 雄一 - 山口勝平（第8話登場）
- モコの父 - 鈴木信明（第9話登場）
- モコの母 - 山本圭子（第9話登場）
- さくらんぼ園の主人 - 菅原淳一（第9話登場）
- さくらんぼ園の妻 - 橘U子（第9話登場）
- 風水師 - 肝付兼太（第9話登場）
- サチコ - 寺田はるひ（第10話登場）
- 前島 - 葛城七穂（第10話登場）
- サチコの女子高生友人 - 梅田貴公美､他（第10話登場）
- ガンモの父 - 西村朋紘（第11話登場）
- ガンモの母 - 松岡洋子（第11話登場）
- ジャイアント･キングスター - 梁田清之（第12話登場）
- 小玉プロモーター - 高戸靖広（第12話登場）
- アナウンサー - 太田真一郎（第12話登場）
- 司会者 - 赤井田良彦（第12話登場）
- レフェリー - 小栗雄介（第12話登場）
- アントニオ･ババ - 銀河万丈（第12話登場）
- ラーメン屋主人 - 小栗雄介（第13話登場）
- ラーメン屋客 - 布目貞雄（第13話登場）
- 八百屋主人 - 西松和彦（第13話登場）
- 骸骨博士 - 山口健（第13話登場）
- 美少女仮面プリンアラモード - 白木由美（第13話登場）（特別出演?）
- 魚屋 - 布目貞雄（第14話登場）
- 肉屋 - 沖田蒼樹（第14話登場）
- 八百屋 - 渡部るみ（第14話登場）
- さやか - 大本眞基子（第15話登場）
- ピョン - まるたまり（第15話登場）
- イルカ - 宮田始典（第15話登場）
- ゴンタ - 乃村健次（第15話登場）
- 赤ちゃん（山本ハナビ） - かないみか（第16話登場）
- 赤ちゃんのママ（山本ひろみ） - 田中涼子（第16話登場）
- 赤ちゃんのパパ（山本裕志） - 金光宣明（第16話登場）
- 出前持ち - 小栗雄介（第16話登場）
- TVアナウンサー - 沖田蒼樹（第16話登場）
- おじいちゃん - 世田壱恵（第16話登場）
- おばあちゃん - 尾小平志津香（第16話登場）
- あこがれの監視員 - 高木渉（第17話登場）
- ペットのたこ - 埴岡由紀子（第17話登場）
- 監視員A - 石塚堅（第17話登場）
- 不良 - 小栗雄介（第17話登場）
- ガンモのおじいちゃん - 西松和彦（第18話登場）
- 番台のおばさん - 渡部るみ（第19話登場）
- おばあさん - 尾小平志津香（第19話登場）
- 八百屋のおばちゃん - 橘U子（第20話登場）
- 司会者 - 奥寺健（フジテレビ）（第20話登場）
- Mr.ガーリック（黒岩） - 若本規夫（第20話登場）
- 大将の母 - 尾小平志津香（第22話登場）
- 新人バスガイド - 高村めぐみ（第22話登場）
- バスガイド - 田中涼子（第22話登場）
- バスの客A - 小栗雄介（第22話登場）
- バスの客B - 田村貴浩（第22話登場）
- バスの客C - 岡田貴之（第22話登場）
- 八百屋のおやじ - 西松和彦（第22話登場）
- 係員 - 小栗雄介（第23話登場）
- ディカプリオ（森山先生の飼犬） - 堀川亮（現：堀川りょう）（第23話登場）
- 美術評論家 - 石塚運昇（第24話登場）
- 刑事 - 乃村建次（第24話登場）
- 怪盗ふくみみ - 塩沢兼人（第25話、第39話登場）
- 大工の名人 - 大竹宏（第26話登場）
- 弟子A - 石塚堅（第26話登場）
- 弟子B - 小栗雄介（第26話登場）
- 捕獲係 - 沖田蒼樹（第26話登場）
- 宅配便配達員 - 金光宣明（第28話登場）
- 男A - 石塚堅（第29話登場）
- 男B - 小栗雄介（第29話登場）
- 骨董屋の主人 - 菅原淳一（第29話登場）
- 鬼熊稲雄 - 柳沢栄治（第30話登場）
- 魚屋のおっちゃん - 布目貞雄（第30話登場）
- 八百屋のおばちゃん - 渡部るみ（第30話登場）
- 肉屋のあんちゃん - 沖田蒼樹（第30話登場）
- 男生徒 - 小栗雄介（第30話登場）
- 女生徒 - 田中涼子（第30話登場）
- 野球中継アナウンサー - 金光宣明（第30話登場）
- 相馬ミキ - 篠原恵美（第31話登場）
- スマイル - 掛川裕彦（第31話登場）
- 調教師 - 中博史（第31話登場）
- アナウンサー - 小栗雄介（第31話登場）
- ウェイトレス - ゆみたかよ（第31話登場）
- 青年 - 上田祐司（現：うえだゆうじ）（第32話登場）
- お嬢様 - 飛松加奈子（第32話登場）
- トカゲ - くじら（第32話登場）
- モグラ - 金光宣明（第33話登場）
- カエル - 宇和川恵美（第33話登場）
- 江戸川先生 - 岸野幸正（第33話登場）
- 不良少年 - 飛田展男（第35話登場）
- サンタクロース - 大竹宏（第36話登場）
- もんじゃ焼きの店主 - 木村雅史（第37話登場）
- 婦人警官 - ゆみたかよ（第38話登場）
- マフィア - 石塚堅（第38話登場）
- TVアナウンサー - 小栗雄介（第38話登場）
- 美少女怪盗ミルフィーユ - 三石琴乃（第39話登場）
- アソウムツミ - 菊地祥子（第39話登場）
- コーチ - 小野健一（第39話登場）
- レポーター - 大坪千夏（フジテレビ）（第40話登場）
- コンビニ店員 - 布目貞雄（第40話登場）
- 子分A - 布目貞雄（第42話登場）
- 子分B - 石塚堅（第42話登場）
- 子分C - 小栗雄介（第42話登場）
- 親分 - 古川登志夫（第42話登場）
- 猫 - 石塚堅（第43話登場）
- 猫 - 小栗雄介（第43話登場）
- 老婦人 - 太田淑子（第43話登場[特別出演]）
- 消防士 - 石塚堅（第44話登場）

#### スタッフ（第3作）
- 主要スタッフ
  - 企画 - 原田冬彦→藤山太一郎（フジテレビ）、木村京太郎（読売広告社）、関弘美（東映動画）
  - 原作 - 赤塚不二夫
  - 音楽 - 川崎真弘
  - 製作担当 - 岡田将介
  - キャラクターデザイン - 出口としお
  - 美術デザイン - 飯島由樹子
  - シリーズディレクター - 芝田浩樹
  - 色指定 - 板坂泰江
  - オフライン編集 - 片桐公一
  - 録音 - 蔵本貞司
  - 音響効果 - 鶴田こずえ
  - 選曲 - 西川耕祐
  - 記録 - 小川真美子→市山幸恵
  - プロデューサー補 - 有原美千代
  - 美術進行 - 高久博
  - キャスティング - 有迫俊彦
  - 広報 - 為永佐知男（フジテレビ）
  - 制作 - フジテレビ、読売広告社、東映

#### 主題歌（第3作）
オープニングテーマ
「ひみつのアッコちゃん」
作詞 - 井上ひさし、山元護久 / 作曲 - 小林亜星 / 編曲 - 大島ミチル / 歌 - 下成佐登子 （日本コロムビア）
オーケストラ演奏を伴奏とする他、最後の歌詞のアクセントが上がらないのも特徴。
第26話から2代目のコンパクトが使われ、第27話以降オープニング画面は一部変更された。
エンディングテーマ
「わたしの歌を聴いてほしい」（第1話 - 第26話）
作詞 - 白木由美、浦沢義雄 / 作曲・編曲 - 藤沢秀樹 / 歌 - 白木由美、TAKING VITAMIN J （日本コロムビア）
「ニッポン晴れだよっ!アッコちゃん」（第27話 - 第44話）
作詞 - 石川華子 / 作曲・編曲 - 見良津健雄 / 歌 - ザ・アッコちゃんズ （日本コロムビア）

#### 各話リスト（第3作）
| 話数 | 放送日         | サブタイトル            | 脚本     | 演出     | 作画監督   | 美術       | 収録VHS |
| ---- | -------------- | ----------------------- | -------- | -------- | ---------- | ---------- | ------- |
| 1    | 1998年 4月5日  | 鏡の国のおくりもの      | 武上純希 | 芝田浩樹 | 八島善孝   | 飯島由樹子 | VOL.1   |
| 2    | 4月12日        | 暴れん坊ペンギン・一平  | 大橋志吉 | 今沢哲男 | 信実節子   | 清水哲弘   | VOL.1   |
| 3    | 4月19日        | ギャング大将・愛の暴走  | 橋本裕志 | 川田武範 | 直井正博   | 飯島由樹子 | VOL.1   |
| 4    | 4月26日        | 中華おばけレストラン!?  | 浦沢義雄 | 上田芳裕 | 清山滋崇   | 清水哲弘   | VOL.1   |
| 5    | 5月3日         | 仁義なき猫戦争!         | 大橋志吉 | 境宗久   | 海老沢幸男 | 飯島由樹子 | VOL.2   |
| 6    | 5月10日        | 学校を守れ！ アッコ校長 | 武上純希 | 細田守   | 八島善孝   | 清水哲弘   | VOL.2   |
| 7    | 5月17日        | モコちゃんの晩ごはん    | 橋本裕志 | 今沢哲男 | 出口としお | 飯島由樹子 | VOL.2   |
| 8    | 5月24日        | 男大将・サッカー対決    | 武上純希 | 川田武範 | 信実節子   | 清水哲弘   | VOL.2   |
| 9    | 5月31日        | 風水師とサクランボ      | 大和屋暁 | 上田芳裕 | 直井正博   | 飯島由樹子 | VOL.3   |
| 10   | 6月7日         | 少将の初恋でしゅ！      | 大橋志吉 | 芝田浩樹 | 清山滋崇   | 清水哲弘   | VOL.3   |
| 11   | 6月14日        | 落語と豆腐と宇宙人！    | 浦沢義雄 | 境宗久   | 海老沢幸男 | 飯島由樹子 | VOL.3   |
| 12   | 6月21日        | ジャイアント・アッコ    | 橋本裕志 | 今沢哲男 | 石黒育     | 清水哲弘   | VOL.3   |
| 13   | 6月28日        | 美少女仮面におまかせ    | 浦沢義雄 | 川田武範 | 八島善孝   | 飯島由樹子 | VOL.4   |
| 14   | 7月5日         | チカ子の噂でワニワニ!?  | 吉田玲子 | 細田守   | 出口としお | 清水哲弘   | VOL.4   |
| 15   | 7月12日        | 夢のイルカショー！      | 大橋志吉 | 上田芳裕 | 信実節子   | 飯島由樹子 | VOL.4   |
| 16   | 7月26日        | お騒がせスーパーベビー  | 橋本裕志 | 芝田浩樹 | 直井正博   | 清水哲弘   | VOL.4   |
| 17   | 8月2日         | 思い出の渚・タコの海    | 浦沢義雄 | 境宗久   | 清山滋崇   | 飯島由樹子 | VOL.5   |
| 18   | 8月9日         | 巨大鯉を探せ！ 夏の冒険 | 大和屋暁 | 今沢哲男 | 石黒育     | 清水哲弘   | VOL.5   |
| 19   | 8月16日        | 受難! 夏バテペンギン    | 武上純希 | 川田武範 | 海老沢幸男 | 飯島由樹子 | VOL.5   |
| 20   | 8月23日        | 華麗なるマジシャン!     | 吉田玲子 | 細田守   | 八島善孝   | 清水哲弘   | VOL.5   |
| 21   | 8月30日        | 人魚の読書感想文!?      | 浦沢義雄 | 今村隆寛 | 出口としお | 飯島由樹子 | VOL.6   |
| 22   | 9月6日         | ド演歌・夫婦道！        | 吉村元希 | 芝田浩樹 | 信実節子   | 清水哲弘   | VOL.6   |
| 23   | 9月13日        | 恋のワンワン騒動！      | 大橋志吉 | 今沢哲男 | 石黒育     | 飯島由樹子 | VOL.6   |
| 24   | 9月20日        | ひみつのチカ子ちゃん    | 浦沢義雄 | 川田武範 | 直井正博   | 清水哲弘   | VOL.6   |
| 25   | 9月27日        | 怪盗ふくみみの挑戦！    | 大和屋暁 | 境宗久   | 清山滋崇   | 飯島由樹子 | VOL.7   |
| 26   | 10月11日       | 新しいひ・み・つ！      | 大橋志吉 | 芝田浩樹 | 八島善孝   | 清水哲弘   | VOL.7   |
| 27   | 10月18日       | 走れ！ バニーガール     | 浦沢義雄 | 今村隆寛 | 海老沢幸男 | 飯島由樹子 | VOL.7   |
| 28   | 10月25日       | ダイエット狂騒曲！      | 大和屋暁 | 上田芳裕 | 出口としお | 清水哲弘   | VOL.7   |
| 29   | 11月1日        | ここ掘れペンペン！      | 大橋志吉 | 川田武範 | 石黒育     | 飯島由樹子 | VOL.8   |
| 30   | 11月8日        | ロミオがいっぱい!?      | 吉田玲子 | 細田守   | 八島善孝   | 清水哲弘   | VOL.8   |
| 31   | 11月15日       | 駆けろ！ サラブレッド   | 橋本裕志 | 今沢哲男 | 直井正博   | 飯島由樹子 | VOL.8   |
| 32   | 11月22日       | ひみつのラブレター      | 浦沢義雄 | 芝田浩樹 | 信実節子   | 清水哲弘   | VOL.8   |
| 33   | 11月29日       | ガンモの豆腐道！        | 武上純希 | 今村隆寛 | 福本勝     | 飯島由樹子 | VOL.9   |
| 34   | 12月6日        | 少将・学校へ行く！      | 吉村元希 | 角銅博之 | 清山滋崇   | 清水哲弘   | VOL.9   |
| 35   | 12月13日       | 新親分をさがせ!?        | 吉田玲子 | 川田武範 | 海老沢幸男 | 飯島由樹子 | VOL.9   |
| 36   | 12月20日       | サンタさんと願い星      | 浦沢義雄 | 今村隆寛 | 石黒育     | 飯島由樹子 | VOL.9   |
| 37   | 1999年 1月10日 | 大将の一番長い日！      | 大橋志吉 | 芝田浩樹 | 八島善孝   | 清水哲弘   | VOL.10  |
| 38   | 1月17日        | ふしぎの夢のアッコ      | 吉村元希 | 角銅博之 | 直井正博   | 飯島由樹子 | VOL.10  |
| 39   | 1月24日        | 怪盗ふくみみの逆襲！    | 大和屋暁 | 今沢哲男 | 出口としお | 清水哲弘   | VOL.10  |
| 40   | 1月31日        | 飛べ！ 銀盤の妖精       | 武上純希 | 川田武範 | 信実節子   | 清水哲弘   | VOL.10  |
| 41   | 2月7日         | 史上最低の変身！        | 浦沢義雄 | 今沢哲男 | 清山滋崇   | 飯島由樹子 | VOL.11  |
| 42   | 2月14日        | チョコレート陰謀団      | 浦沢義雄 | 川田武範 | 福本勝     | 清水哲弘   | VOL.11  |
| 43   | 2月21日        | 冬の日の迷い猫          | 大和屋暁 | 今村隆寛 | 出口としお | 飯島由樹子 | VOL.11  |
| 44   | 2月28日        | さよなら私のひみつ      | 大橋志吉 | 芝田浩樹 | 海老沢幸男 | 清水哲弘   | VOL.11  |

- ※1998年7月19日は『'98FNS1億2700万人の27時間テレビ 夢列島 てれずにいいこと、てれずに楽しく』のため、放送休止。
- ※1998年10月4日は「和歌山毒物カレー事件」に関連する報道特別番組のため、1週順延。
- ※1998年12月27日は『年末アニメスペシャル』（7:30 - 10:00。『ゲゲゲの鬼太郎 激突!!異次元妖怪の大反乱』・『ちびまる子ちゃん』(再)・『こちら葛飾区亀有公園前派出所』SP傑作選(再)で構成）のため、放送休止。
- ※1999年1月3日は『おそく起きた朝は…新春 不平不満まつり』（9:00 - 10:00）のため、放送休止。

#### 放送局（第3作）
出典個別に提示されているものを除き1998年9月中旬 - 10月上旬時点のものとする。
| 放送地域       | 放送局             | 放送系列                                     | 放送時間                                | 備考                                                          |
| -------------- | ------------------ | -------------------------------------------- | --------------------------------------- | ------------------------------------------------------------- |
| 関東広域圏     | フジテレビ         | フジテレビ系列                               | 日曜 9:00 - 9:30                        | 制作局                                                        |
| 岩手県         | 岩手めんこいテレビ | フジテレビ系列                               | 日曜 9:00 - 9:30                        |                                                               |
| 宮城県         | 仙台放送           | フジテレビ系列                               | 日曜 9:00 - 9:30                        |                                                               |
| 山形県         | さくらんぼテレビ   | フジテレビ系列                               | 日曜 9:00 - 9:30                        |                                                               |
| 新潟県         | 新潟総合テレビ     | フジテレビ系列                               | 日曜 9:00 - 9:30                        |                                                               |
| 石川県         | 石川テレビ         | フジテレビ系列                               | 日曜 9:00 - 9:30                        |                                                               |
| 福岡県         | テレビ西日本       | フジテレビ系列                               | 日曜 9:00 - 9:30                        |                                                               |
| 北海道         | 北海道文化放送     | フジテレビ系列                               | 日曜 9:25 - 9:55                        |                                                               |
| 秋田県         | 秋田テレビ         | フジテレビ系列                               | 水曜 16:55 - 17:25                      |                                                               |
| 富山県         | 富山テレビ         | フジテレビ系列                               | 金曜 16:00 - 16:30 ↓ 金曜 16:30 - 17:00 | 1999年3月19日まで放送。                                       |
| 福井県         | 福井テレビ         | フジテレビ系列                               | 水曜 16:25 - 16:55                      | 1999年3月31日まで放送（最終回は水曜 16:15 - 16:45にて放送）。 |
| 山梨県         | 山梨放送           | 日本テレビ系列                               | 土曜 5:30 - 5:59                        |                                                               |
| 長野県         | 長野放送           | フジテレビ系列                               | 日曜 9:30 - 10:00                       |                                                               |
| 静岡県         | テレビ静岡         | フジテレビ系列                               | 金曜 16:55 - 17:25                      |                                                               |
| 中京広域圏     | 東海テレビ         | フジテレビ系列                               | 金曜 16:00 - 16:30                      |                                                               |
| 近畿広域圏     | 関西テレビ         | フジテレビ系列                               | 月曜 15:58 - 16:28                      |                                                               |
| 岡山県・香川県 | 岡山放送           | フジテレビ系列                               | 月曜 16:25 - 16:55                      |                                                               |
| 広島県         | テレビ新広島       | フジテレビ系列                               | 金曜 16:25 - 16:55                      |                                                               |
| 愛媛県         | テレビ愛媛         | フジテレビ系列                               | 土曜 6:00 - 6:30                        |                                                               |
| 高知県         | 高知さんさんテレビ | フジテレビ系列                               | 木曜 16:25 - 16:55                      |                                                               |
| 佐賀県         | サガテレビ         | フジテレビ系列                               | 土曜 6:00 - 6:30                        |                                                               |
| 長崎県         | テレビ長崎         | フジテレビ系列                               | 月曜 16:25 - 16:55                      |                                                               |
| 熊本県         | テレビ熊本         | フジテレビ系列                               | 木曜 16:25 - 16:55                      |                                                               |
| 大分県         | テレビ大分         | 日本テレビ系列 フジテレビ系列                | 水曜 16:30 - 17:00                      | 1998年12月打ち切り                                            |
| 宮崎県         | テレビ宮崎         | フジテレビ系列 日本テレビ系列 テレビ朝日系列 | 月曜 16:30 - 17:00                      |                                                               |
| 鹿児島県       | 鹿児島テレビ       | フジテレビ系列                               | 火曜 16:00 - 16:30                      |                                                               |

#### 視聴率（第3作）
いずれもビデオリサーチ調べ・関東地区。
- 平均視聴率：9.4%
- 最高視聴率：13.0%

#### VHS
VHSは東映ビデオより、1999年8月6日から2000年6月9日にかけて発売された。
| 巻数   | 発売日         | 収録話          |
| ------ | -------------- | --------------- |
| VOL.1  | 1999年8月6日   | 第1話 - 第4話   |
| VOL.2  | 1999年9月10日  | 第5話 - 第8話   |
| VOL.3  | 1999年10月8日  | 第9話 - 第12話  |
| VOL.4  | 1999年11月12日 | 第13話 - 第16話 |
| VOL.5  | 1999年12月10日 | 第17話 - 第20話 |
| VOL.6  | 2000年1月14日  | 第21話 - 第24話 |
| VOL.7  | 2000年2月11日  | 第25話 - 第28話 |
| VOL.8  | 2000年3月10日  | 第29話 - 第32話 |
| VOL.9  | 2000年4月14日  | 第33話 - 第36話 |
| VOL.10 | 2000年5月12日  | 第37話 - 第40話 |
| VOL.11 | 2000年6月9日   | 第41話 - 第44話 |

### 短編
『『スッキリ!!×映画ひみつのアッコちゃん』〜テクマクマヤコン テクマクマヤコン ステキなOLにな〜れ!〜』は、実写映画公開を記念し、2012年8月20日から31日まで日本テレビ系列の情報番組『スッキリ!!』内（10:20頃）で放送された約1分間のFlashアニメ。全10話。
キャスト
- アッコちゃん - 平野綾
- エレーヌ - 石田エレーヌ
- スミレ先輩 - 石原祐美子（チキチキジョニー）
- 早瀬くん - 阿部翔平
- 部長 - 龍田直樹
- 阿部リポーター - 阿部祐二

スタッフ
- 原作 - 赤塚不二夫「ひみつのアッコちゃん」（協力 - フジオプロ）
- プロデューサー - 野間清恵、服部完英、シンゴスター（ODDJOB）
- イラストレーション - シャシャミン（ODDJOB）
- ディレクター - 上野勇（ODDJOB）
- 脚本 - 堀雅人、千木良悠子
- アニメーション - 佐貫直哉、北村みなみ（ODDJOB）
- 制作 - ODDJOB

## テレビドラマ版
副題は「伊豆の踊子物語」。1987年2月9日、フジテレビ系の『月曜ドラマランド』枠で放送。
主人公アッコの父親は中華料理店の店長であり、語尾に「ある｣の口癖を持つ。
- キャスト
  - アッコ - 八木さおり
  - ユキ - 堀江しのぶ
  - さやか - 大塚真美
  - 結城純 - 本木雅弘
  - 岡田可愛
  - 塚本信夫
  - もたいまさこ

- スタッフ
  - 演出 - 助田卓
  - 脚本 - 森保鉄志
  - 音楽 - 林有三
  - 企画 - 久保田榮一
  - プロデューサー - 宅間秋史、岩波龍造
  - 制作協力 - 彩の会
  - 制作 - フジテレビ、オフィス・トゥー・ワン

## 舞台版
舞台『デビルマン 〜不動を待ちながら〜』も執筆したじんのひろあき脚本による舞台が2009年に初上演。以後も演出や出演者を変え上演されている。
内容は、ひみつのアッコちゃん実写化のオーディションを開催することになり、そこで候補者にユニークな最終選考を行うというもの。

## 実写映画
『映画 ひみつのアッコちゃん』（えいが ひみつのアッコちゃん）のタイトルで、誕生50周年記念の2012年に綾瀬はるか主演で実写映画化された。公開は2012年9月1日。3月16日に予告編特報が公開された。監督は川村泰祐。配給は松竹。
ストーリーは映画のために作られた完全オリジナルであり、物語は一般企業（化粧品会社）を舞台として展開される（アッコの基本設定自体は、原作に準拠しており、その正体は小学生）。
SK-II COLORとのコラボレーションとして数量限定でコンパクトミラーが発売。実写映画公開を記念し2012年8月27日深夜（日付は8月28日）に深夜映画番組『映画天国』で「実写版映画公開記念 アニメ版『ひみつのアッコちゃん』祭り｣と題しテレビアニメ全3作から、第1作「夕日にとどけ天使の願い」（第44話）、第2作「鏡の国のプレゼント!?」（第1話）、第3作「チカ子の噂でワニワニ!?」（第14話）が再放送された。また『ちゃお』2012年9月号では『姫ギャル♥パラダイス』とのコラボレーション漫画『姫ギャル♥アッコちゃん!』が掲載。『ビッグコミックスピリッツ』とのコラボレーションとして8月27日発売号で劇中を反映した表紙デザインとなった。2012年8月27日、ネクストリーにより「Mobage」でソーシャルゲーム『ひみつのアッコちゃん The Movie』が配信。
全国217スクリーンで公開され、2012年9月1、2日の初日2日間で興収1億4,176万4,800円、動員12万8,773人になり映画観客動員ランキング（興行通信社調べ）で初登場第5位となった。
2014年10月17日には、本作の企画と製作幹事を担当した日本テレビの『金曜ロードSHOW!』で、地上波で初放送された（解説放送 / 文字多重放送 / データ放送）。
2017年1月2日（日付では1月3日）には、日本テレビの『映画天国』で2度目の放送となった。

### 映画ストーリー
パパが買って来てくれて、ずっとお気に入りだったコンパクトの鏡を、落として割ってしまった小学5年生・10歳の加賀美あつ子（アッコ）。割れた鏡を、庭に埋め、「鏡のお墓」を作った。その日の夜、鏡の精を名乗る男が現れ、アッコに、とある物を渡す。それは、なりたいものになれる魔法のコンパクトで、アッコはオトナに変身。だが、この秘密を誰かに知られたら、二度と魔法は使えないという。
外見だけが22歳の姿になったアッコは、ある日、化粧品会社のエリート社員・早瀬尚人にスカウトされアルバイトをすることになった。しかし、子供のアッコには大人の社会がわからず、働いた経験はもちろんなく、仕事も失敗続き。尚人だけはアッコの驚くようなアイデアを面白がり味方をする。そんな中、会社に、世の中を騒がす乗っ取り事件が発生。尚人にもピンチが訪れる。

### キャスト
- 加賀美あつ子（アッコ） - 綾瀬はるか（22歳）、吉田里琴（10歳）
- 早瀬尚人 - 岡田将生
- 熱海専務 - 谷原章介
- 青山マリ - 吹石一恵
- 守衛さん - 塚地武雅（ドランクドラゴン）
- 中村前社長 - 大杉漣
- あつ子のママ - 堀内敬子
- 総理夫人 - 内田春菊
- 黒川朋美 - 肘井美佳
- サトウ先生 - 柿澤勇人
- 大庭鶴子 - もたいまさこ ※25年前のドラマ版にも出演していた。
- 鬼頭大五郎 - 鹿賀丈史（特別出演）
- 鏡の精 - 香川照之
- モコ - 堀内まり菜
- カン吉 - 品川凛生
- 大将 - 内田純
- 小将 - 小泉諒河
- チカ子 - 大野百花
- ニュースキャスター - 桝太一（当時日本テレビアナウンサー）
- たこ焼き屋に来た客 - 林マオ（読売テレビアナウンサー）

### スタッフ
- 監督 - 川村泰祐
- 原作 - 赤塚不二夫『ひみつのアッコちゃん』（協力・フジオプロ）
- 脚本 - 山口雅俊、大森美香、福間正治
- 音楽 - 遠藤浩二
- 製作指揮 - 城朋子
- 製作 - 藤本鈴子、山口雅俊、秋元一孝、服部洋、堀義貴、弘中謙、阿佐美弘恭、平井文宏、北川直樹、池田純、都築伸一郎
- エグゼクティブプロデューサー - 奥田誠治
- 企画プロデュース - 野間清恵、山口雅俊
- プロデューサー - 和田倉和利、福島聡司
- ラインプロデューサー - 宿崎恵造
- 音楽プロデューサー - 平川智司
- 企画・制作プロダクション - ヒント
- 制作プロダクション - シネバザール
- 配給 - 松竹
- 企画・製作幹事 - 日本テレビ放送網
- 製作 - 「映画 ひみつのアッコちゃん」製作委員会（日本テレビ放送網、松竹、電通、ホリプロ、読売テレビ放送、D.N.ドリームパートナーズ、VAP、ソニー・ミュージックエンタテインメント、DeNA、小学館）

### 主題歌
- YUKI 「わたしの願い事」（EPICレコードジャパン）

## 小説版
いずれも実写映画のノベライズであるが、小学館の2つのレーベルで刊行されており、著者も異なる。
- 映画 ひみつのアッコちゃん
  - 赤塚不二夫（原作）、山口雅俊、大森美香、福間正治（脚本）、宮沢みゆき（ノベライズ）
  - 小学館（小学館ジュニアシネマ文庫）、2012年。ISBN 9784092306288
- 映画 ひみつのアッコちゃん
  - 赤塚不二夫（原作）、山口雅俊、大森美香、福間正治（脚本）、百瀬しのぶ（ノベライズ）
  - 小学館（小学館文庫）、2012年8月。ISBN 9784094086843

## リメイク漫画
WEBコミック版「ひみつのアッコちゃんμ（ミュー）」
「天才バカヴォン」「おそ松さん」に続く赤塚不二夫生誕80周年記念作品として2016年10月21日よりホーム社が運営するWEBコミックサイト「スピネル」にて連載中。シナリオは井沢ひろし、作画は上北ふたごが担当。
本作ではアッコとモコ、チカ子、大将と子分であるギョロ、ゴマは美ヶ丘中学校に通う中学一年生として描かれており、新キャラクターとしてコンパクトの中に棲む妖精・チャミラが登場する。それ以外はアニメ第二作目に準拠。その為、キーオは鏡の国の王子・姿時生として登場している。またコンパクトは変身できるだけで無く、連載時の世相を反映してスマートフォンのようなアプリ機能が搭載されており、変身した姿に応じてその能力をアプリとしてダウンロードし使うことができる。

### 書誌情報
- 赤塚不二夫（原作）、上北ふたご（漫画）、井沢ひろし（シナリオ）、フジオ・プロダクション（協力） 『ひみつのアッコちゃんμ 1』 集英社〈ホーム社書籍扱コミックス〉、2018年3月13日発売、ISBN 978-4-8342-8479-9
- 赤塚不二夫（原作）、上北ふたご（漫画）、井沢ひろし（シナリオ）、フジオ・プロダクション（協力） 『新装版 ひみつのアッコちゃんμ』 集英社〈集英社ホームコミックス〉、全4巻（2022年3月28日現在）
  1. 2021年5月25日発売、ISBN 978-4-8342-3301-8
  2. 2021年5月25日発売、ISBN 978-4-8342-3302-5
  3. 2021年7月21日発売、ISBN 978-4-8342-3303-2
  4. 2022年3月25日発売、ISBN 978-4-8342-3304-9

## CMへの起用
- 文明堂総本店
  - アニメ第1期が放送されていた1969年より、長崎限定のテレビCMに起用され、長崎放送、テレビ長崎（開局以降）にて放送された。1973年頃には午後3時を知らせる時報CMバージョンも製作された。
- わかさ生活（「わかさの秘密」編）[56]
  - このCMのアッコちゃんは過去のアニメキャラクターではなく、原作漫画のキャラクターであり、アニメ開始から42年目にして初めて原作キャラクターのアッコちゃんが登場した。
- 富山常備薬グループ（「キミエホワイト」編）